# Primelin
Primelin [pʁimlɛ̃] (en breton : Prevel) est une commune française du Cap Sizun, dans le département du Finistère, en région Bretagne.
Son gentilé est Primelinois.

## Géographie
Primelin est une commune de  la baie d'Audierne, limitrophe de Plogoff, à l'ouest, Cléden-Cap-Sizun et Goulien au nord, et Esquibien, à l'est, bordée au sud par l'océan Atlantique, sur lequel s'ouvrent les petits ports de Porstarz, au sud, et du Loc'h, à l'ouest.

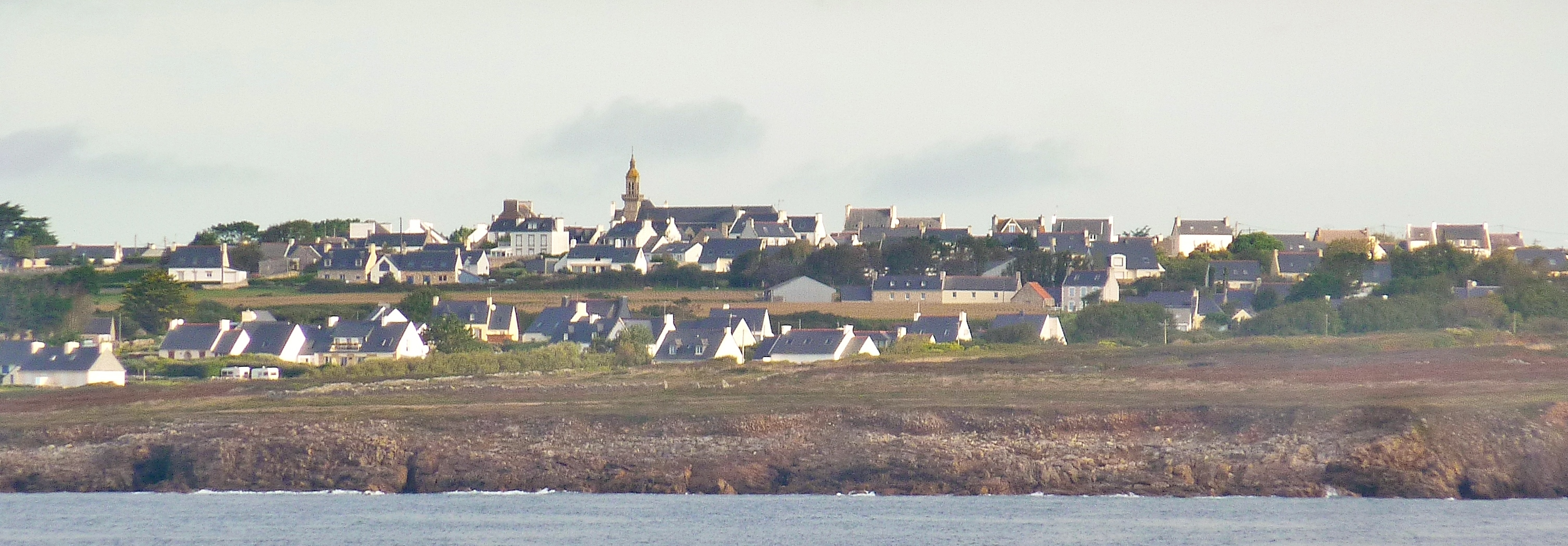
Primelin vu de la mer.

| Cléden-Cap-Sizun |                  | Goulien  |
| Plogoff          | Primelin         | Audierne |
| Océan Atlantique | Océan Atlantique | Audierne |

| - Carte schématique de la commune de Primelin. |

| - Carte topographique de la commune de Primelin. |

### Description

#### Les parties intérieures
L'altitude maximale de la commune atteint 56 mètres au nord du finage communal, entre Kerscoulet et Kerloa.
Globalement les altitudes s'abaissent vers le sud quand on s'approche de la mer, s'élevant toutefois encore à 40 mètres dans le hameau du Paradis, non loin de la mer.
Le ruisseau du Loc'h sépare Primelin de Cléden-Cap-Sizun au nord et de Plogoff dans sa partie aval, qui forme un marais avant de parvenir à la mer, à l'ouest.

#### Le littoral

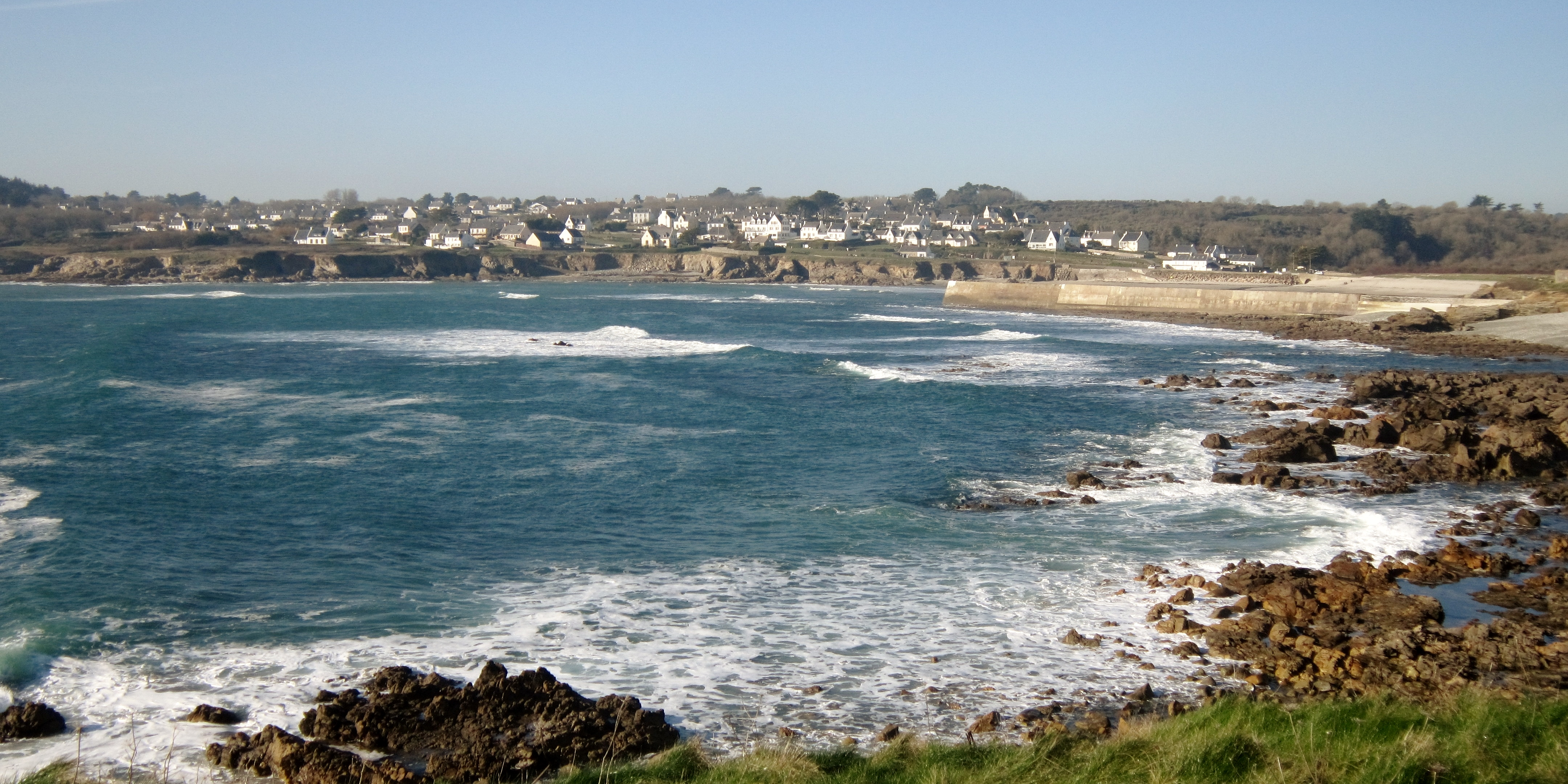
L'anse et le port du Loc'h vus depuis le GR 34 en direction de la pointe du Castel (en Primelin) ; à l'arrière-plan le village du Loc'h (en Plogoff).

Le littoral de Primelin va de l'anse du Loc'h à l'ouest à l'anse du Cabestan à l'est en passant par la pointe du Castel et la crique de Porstarz. C'est un littoral formé principalement de falaises assez découpées, s'élevant à 25 mètres au sud de Pors Bae et 21 mètres au nord de Porstarz, avec de rares anses et grèves, sauf à l'extrémité ouest où l'anse du Loc'h, d'ailleurs en bonne partie située en Plogoff, abrite une plage.

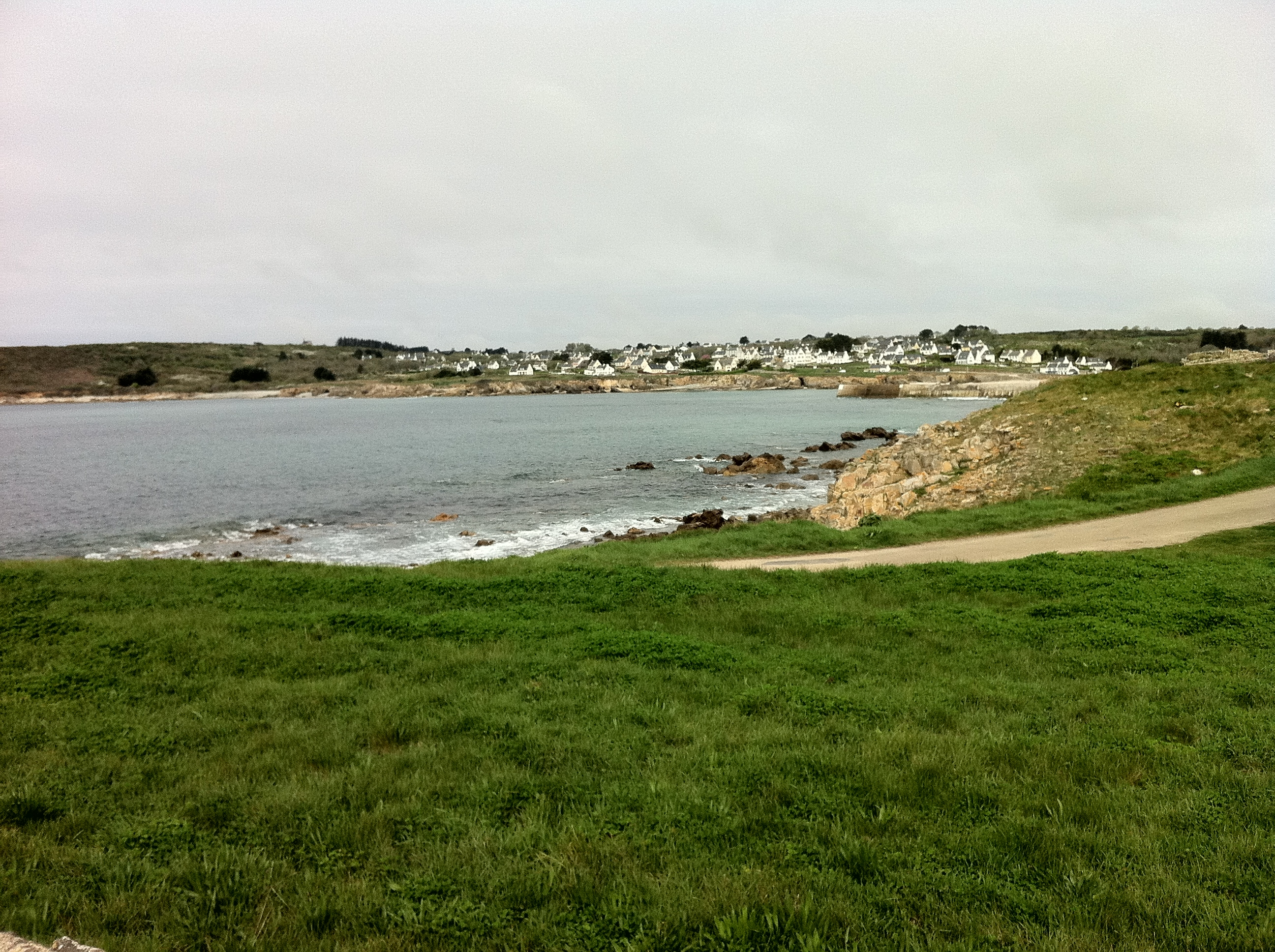
L'Anse du Loc'h vue de Pors Bae.
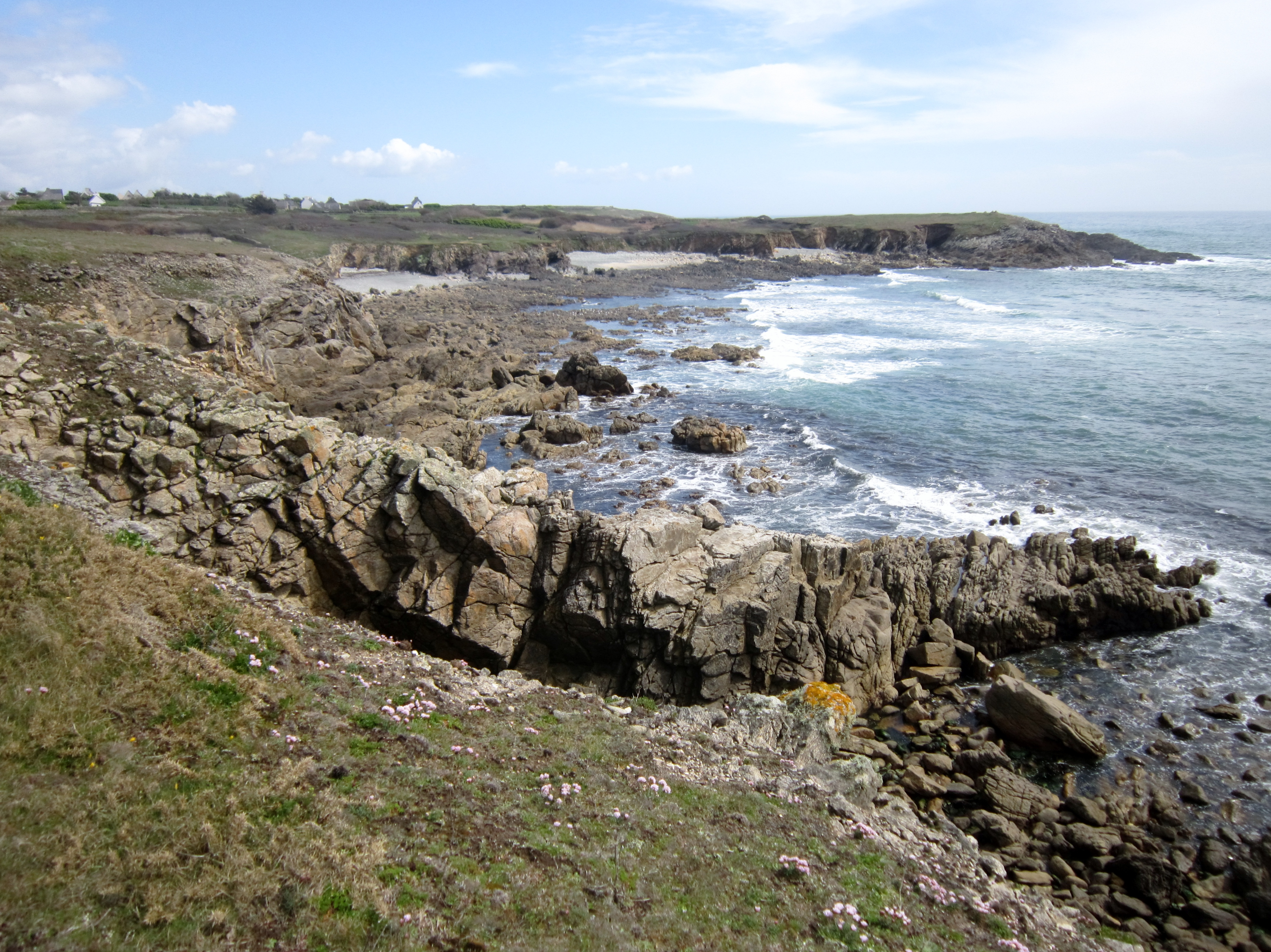
L'alternance des falaises et grèves entre le port du Loc'h et la pointe du Castel, visible à l'arrière-plan.
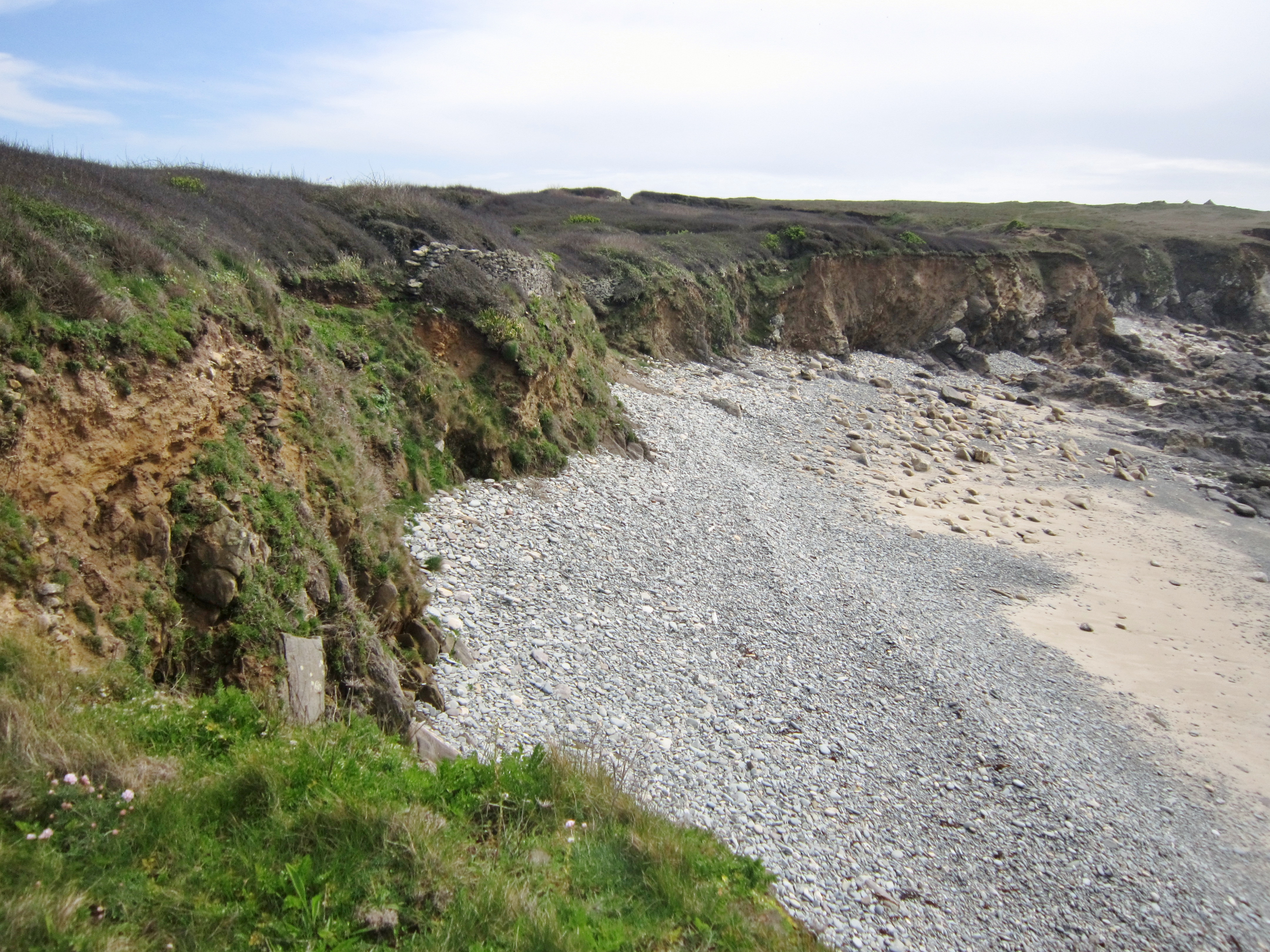
Falaises et grève au nord de la pointe du Castel.
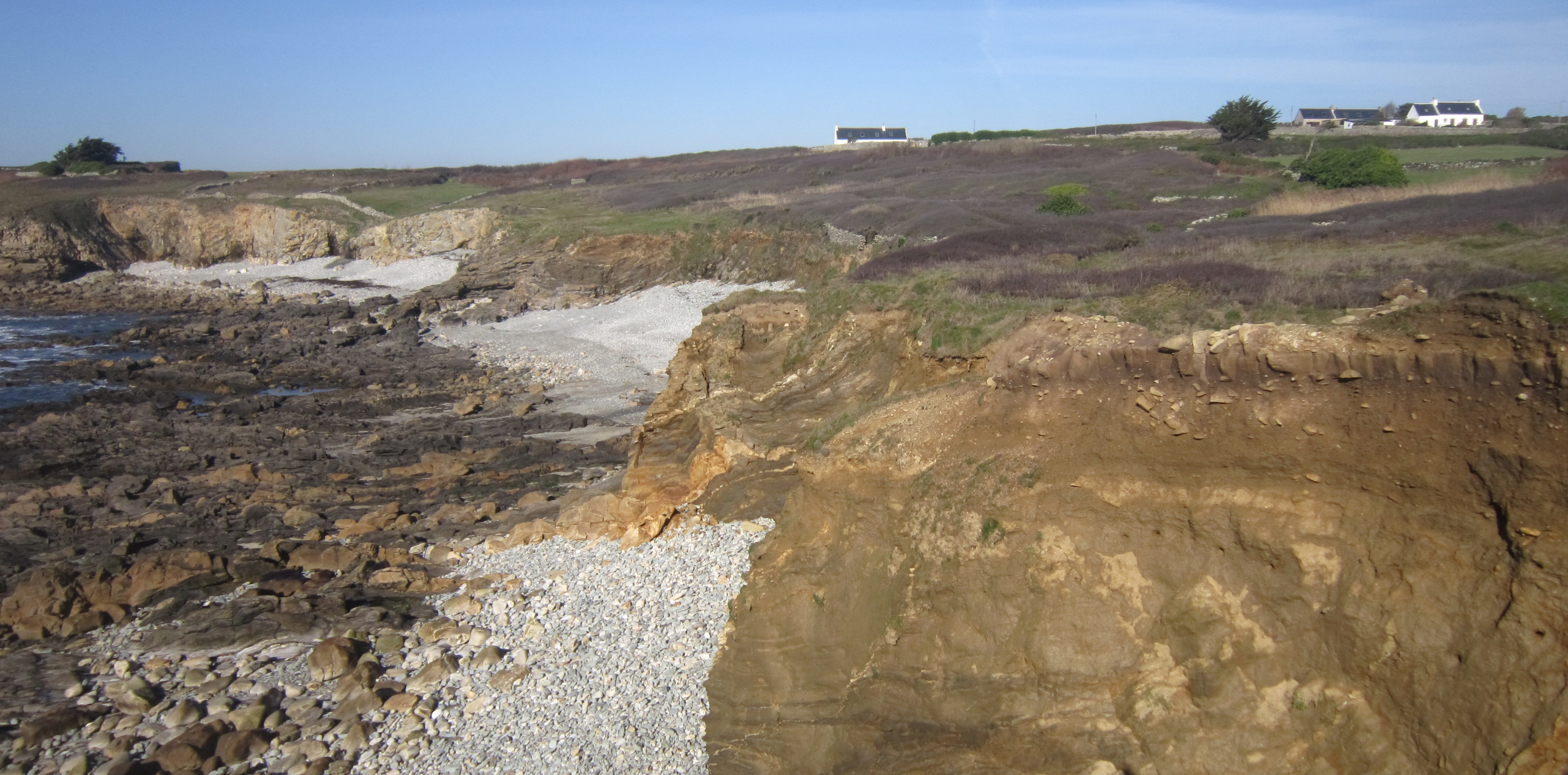
Falaises et grèves au nord de la pointe du Castel.
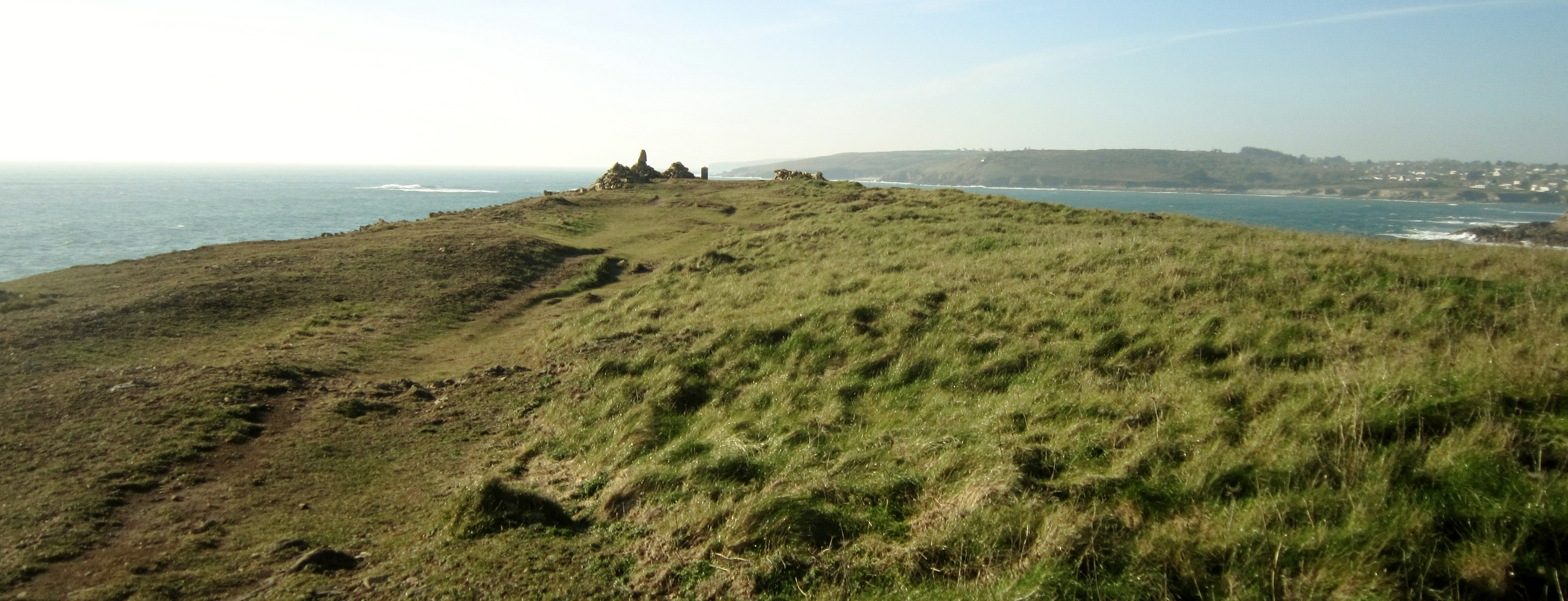
La Pointe du Castel vue depuis le GR 34.

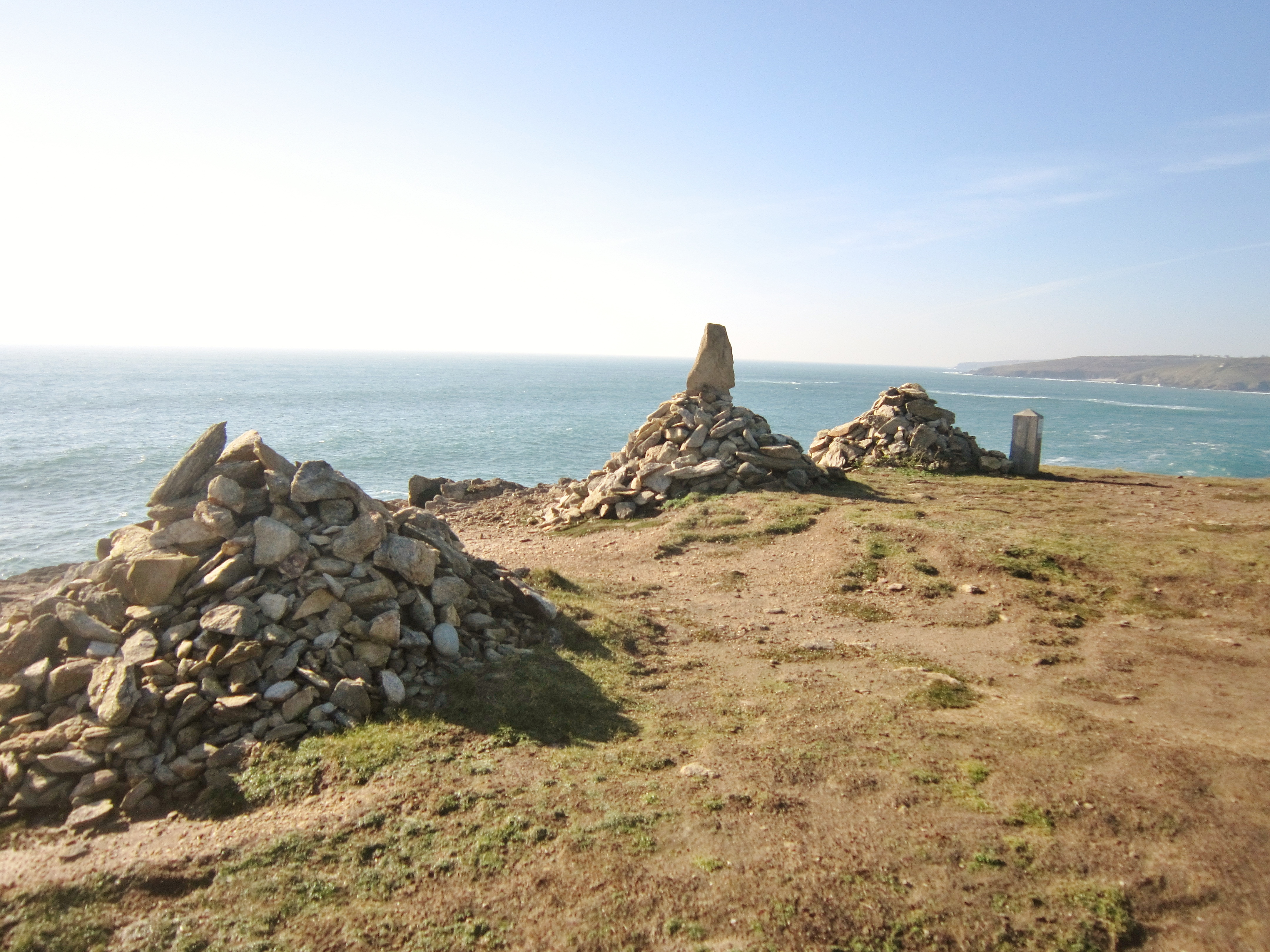
Les tas de pierres de la pointe du Castel.
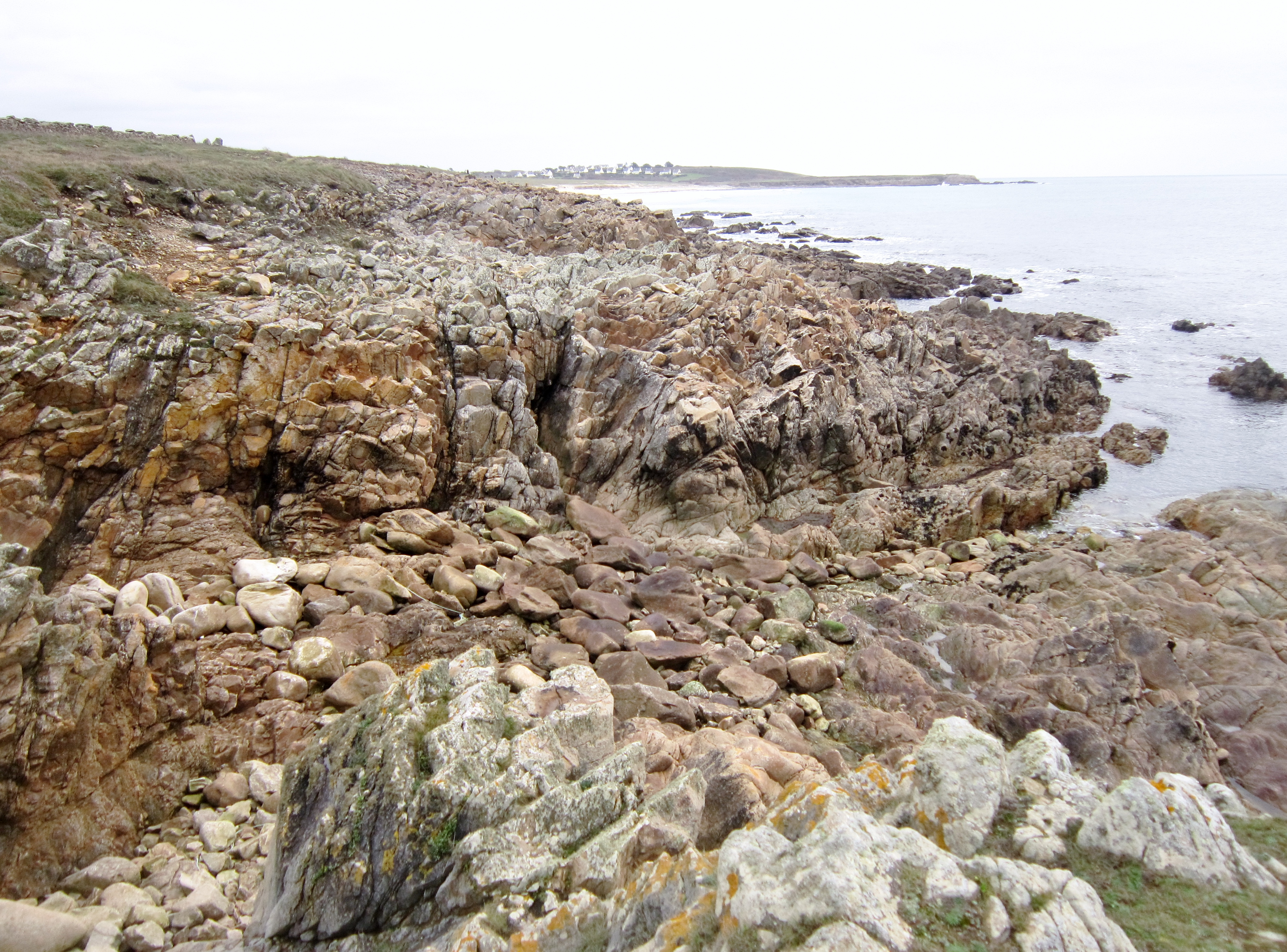
Falaises entre Pors Tarz et l'Anse du Cabestan.
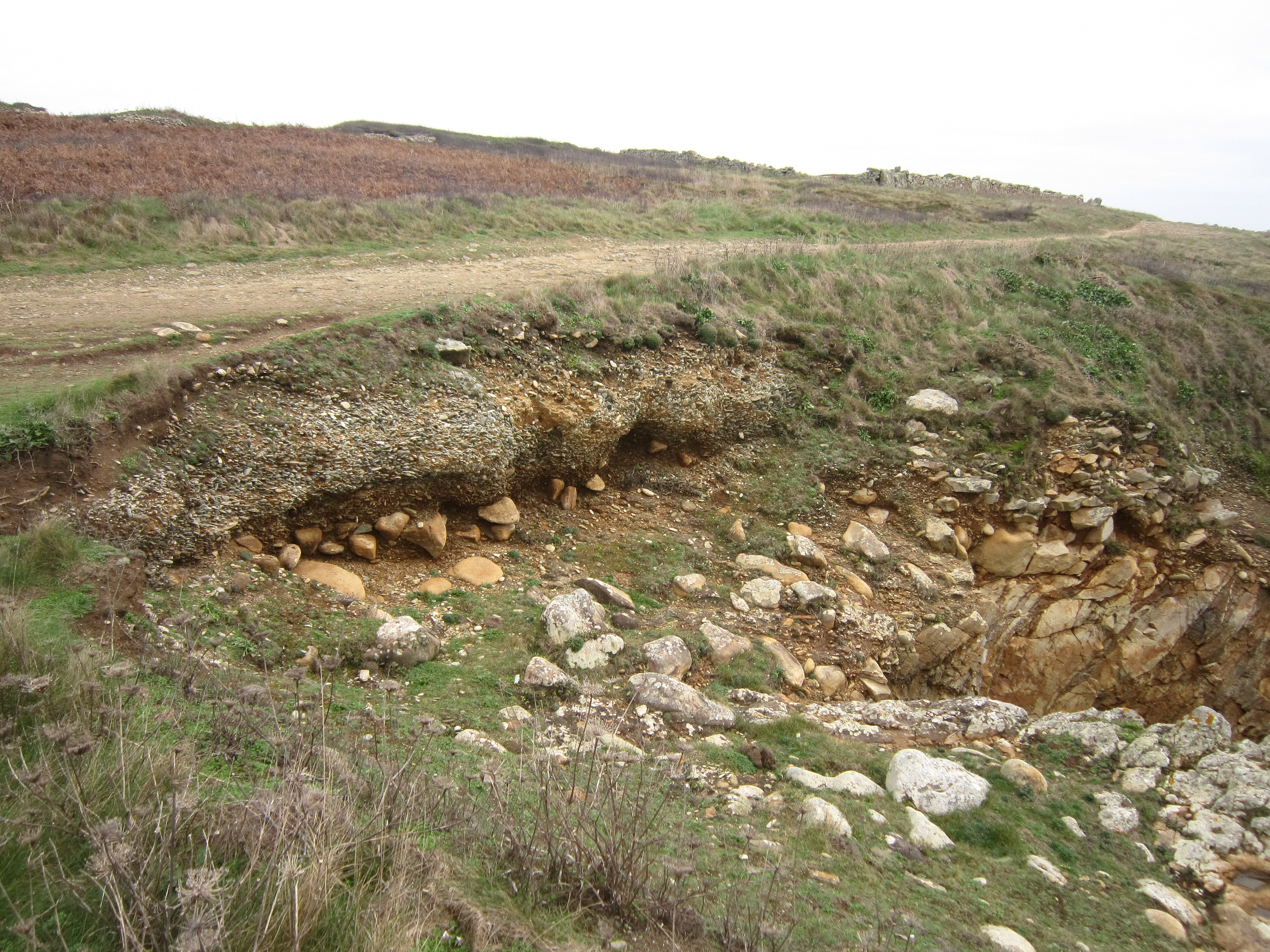
Le GR 34 et falaise avec plage suspendue attaquée par l'érosion entre Pors Tarz et l'Anse du Cabestan (photographie du 14 janvier 2019).
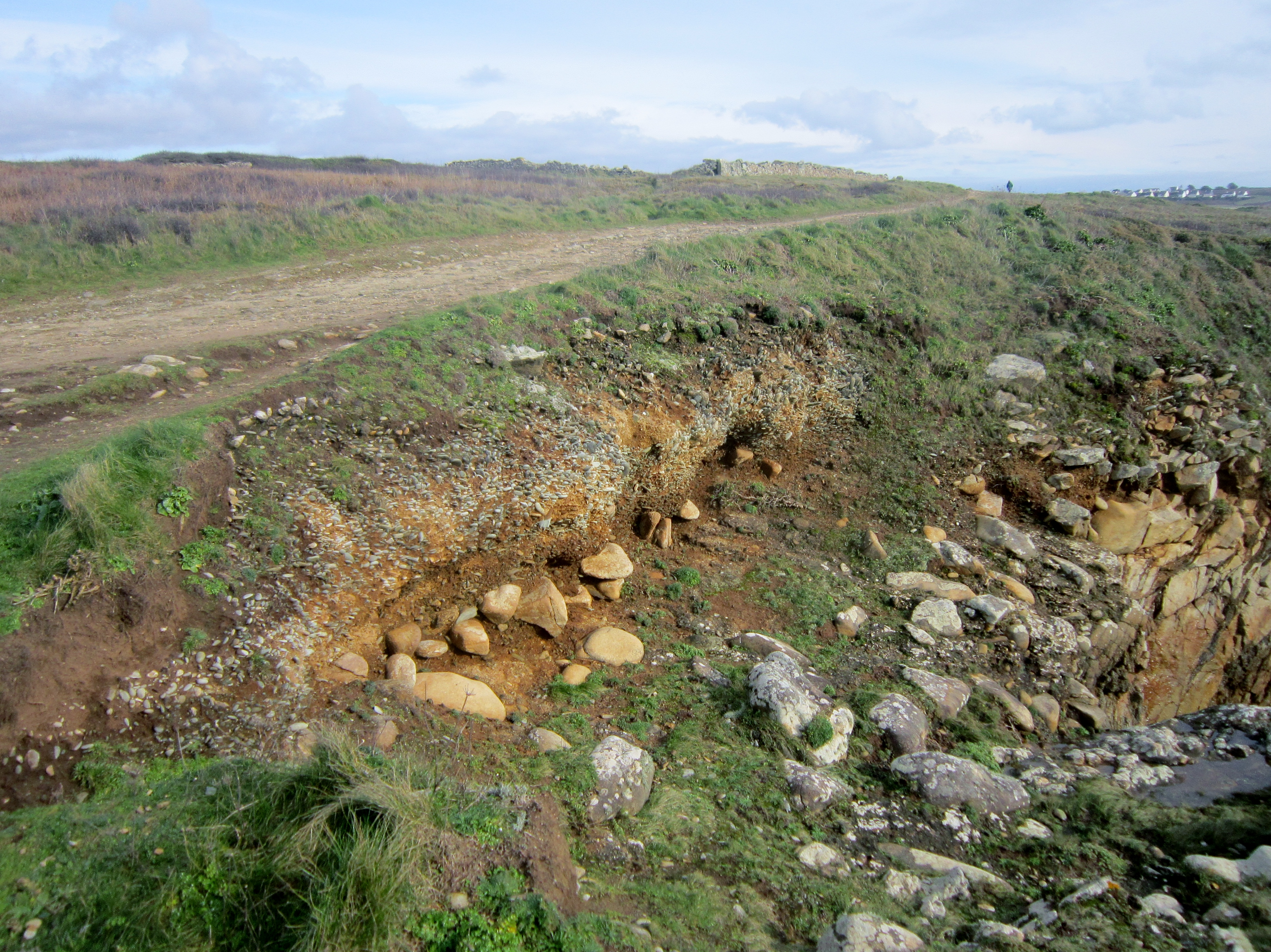
Le GR 34 et falaise avec plage suspendue attaquée par l'érosion entre Pors Tarz et l'Anse du Cabestan (photographie du 7 février 2021).
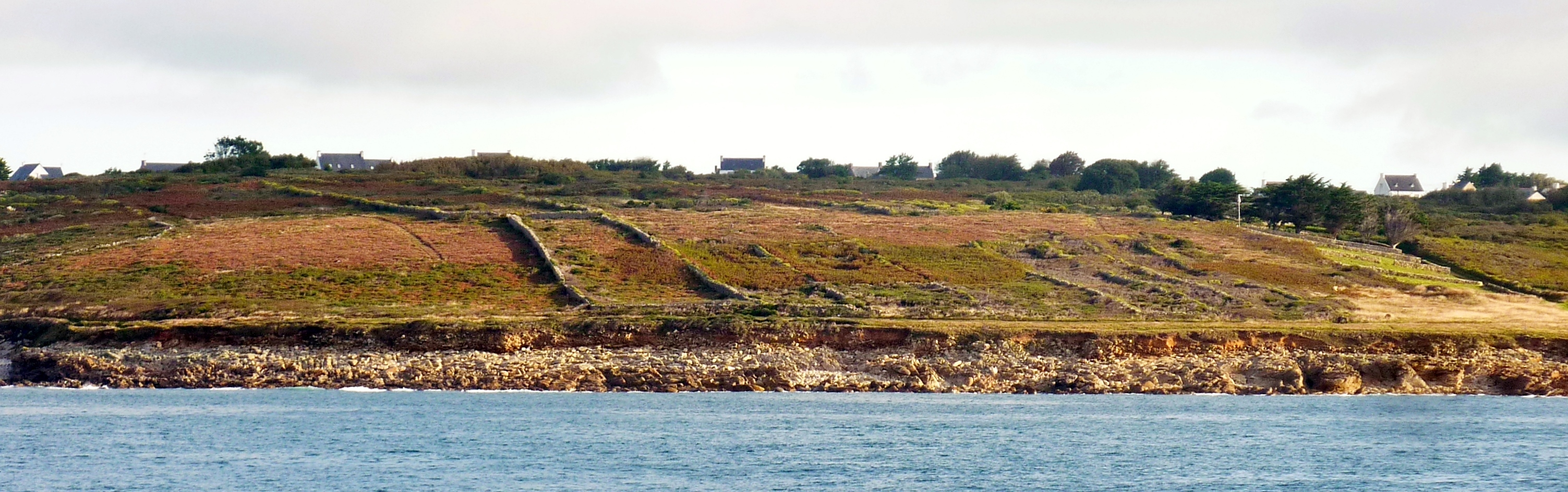
Champs désormais abandonnés entourés de murets de pierres en bordure de la mer à la limite de Primelin et d'Esquibien.

##### Le port du Loc'h
L'anse du Loc'h (l'anse de l'étang, en français) est l'anse naturelle la plus importante de la baie d'Audierne. Pour cette raison, elle fut probablement depuis longtemps un port d'échouage privilégié pour les marins locaux. En 1894 l'anse du Loc'h accueillait une trentaine de bateaux de pêche. Malgré la construction d'un brise-lames en 1905, prolongé et rehaussé depuis à plusieurs reprises, notamment en 1913 et 1953 — la digue fait désormais 183 mètres de long —, le port, à sec à marée basse, exposé à l'ouest, est toujours resté un abri précaire. Les pêcheurs, partant à la journée ou pour deux jours par exemple jusqu'à l'Île de Sein, pêchaient principalement des crustacés au casier, mais aussi des poissons. Plusieurs des bateaux de pêche du Loc'h dans les deux premiers tiers du XXe siècle sont présentés sur un site Internet. 

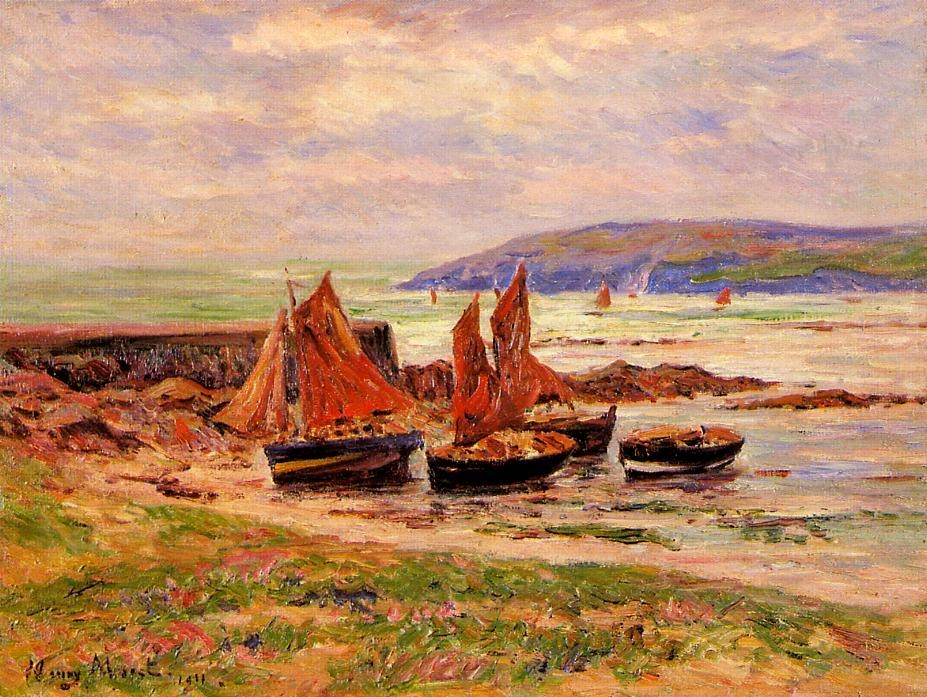
Henry Moret, Le Port à Loc'h, 1911, huile sur toile, localisation inconnue.
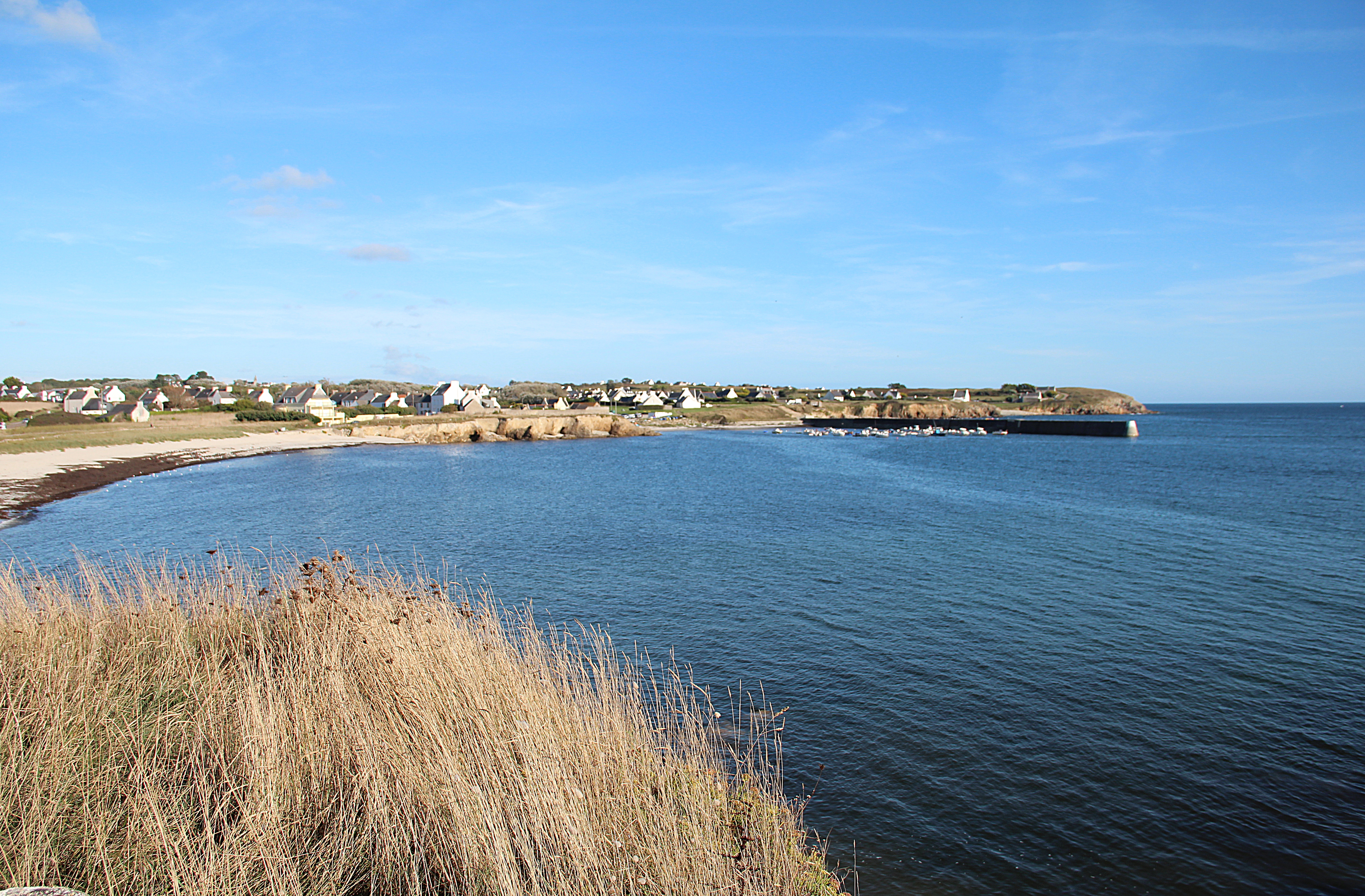
L'anse du Loc'h et, à l'arrière-plan, le port du Loc'h.
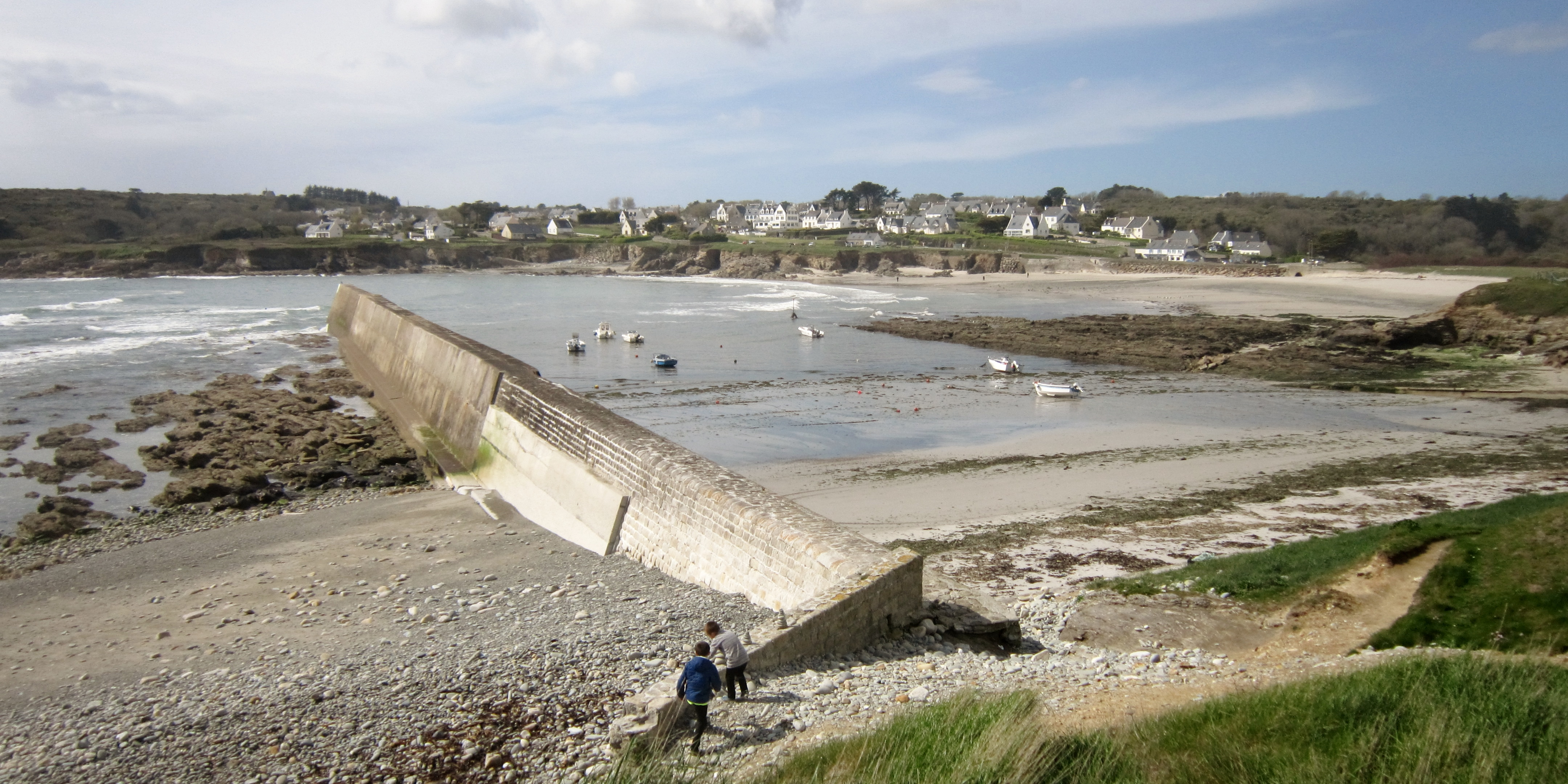
Le port et l'anse du Loc'h.
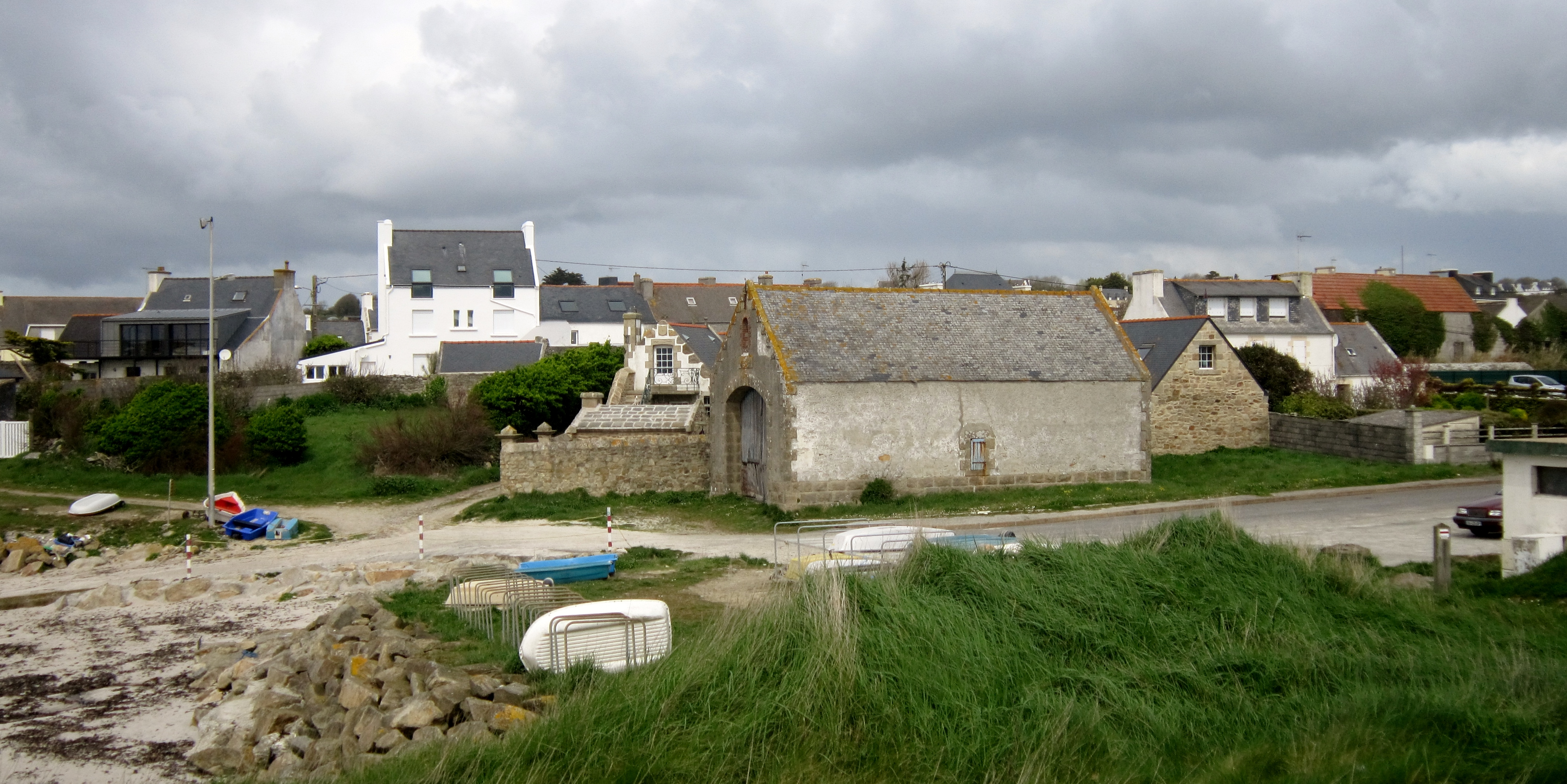
L'ancien abri du canot de sauvetage au port du Loc'h.
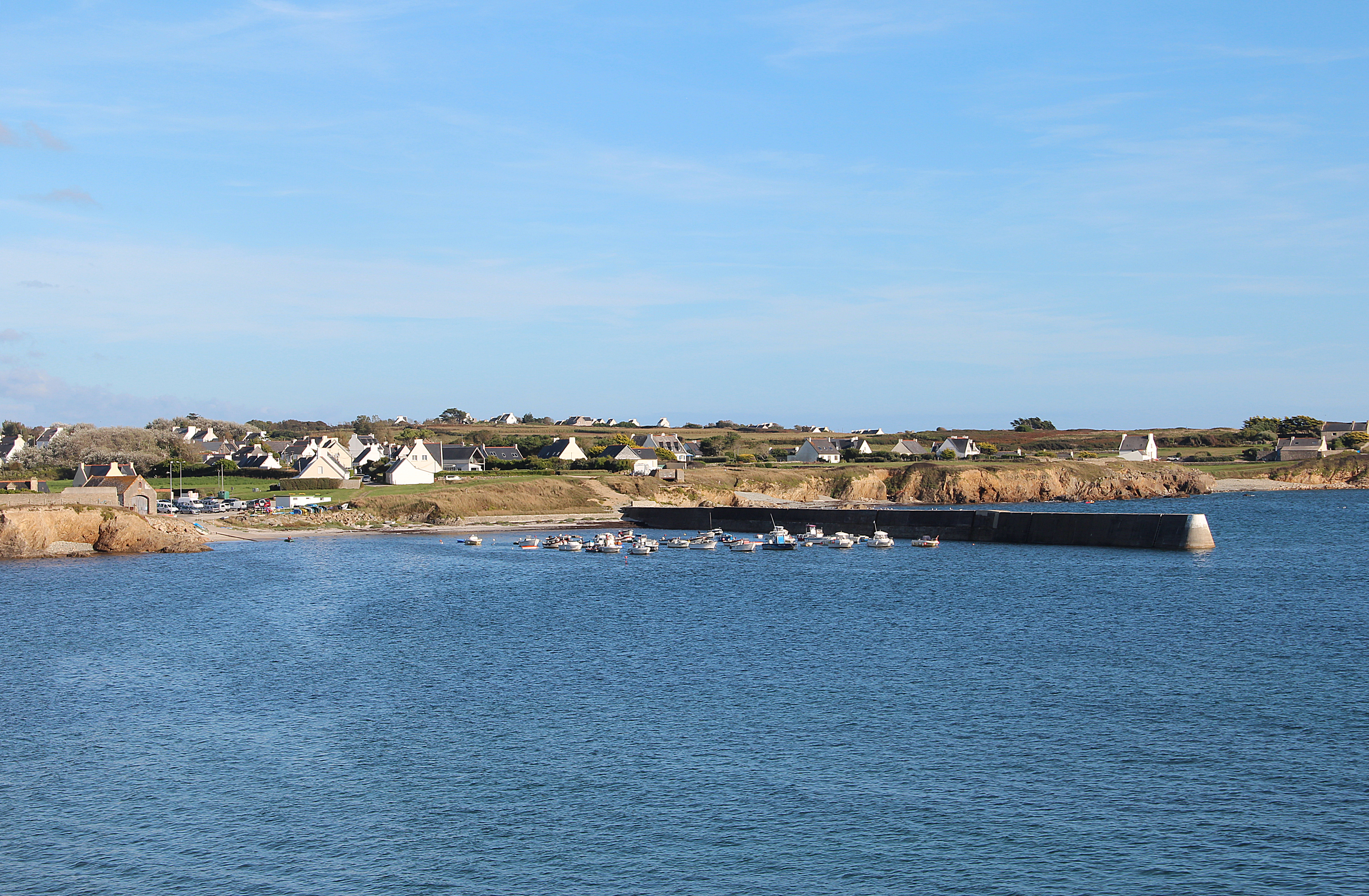
Le port du Loc'h est désormais un port de plaisance.

##### Porstarz (Pors Tarz)
Le port de Porstarz est typique des ports-abris du Cap-Sizun ; à proximité se trouvent les anciens viviers.
Pors Tarz signifie en français "le port aux brisants" ; ce port est situé dans une anse utilisée depuis longtemps pour la récolte du goémon. Le 30 août 1885 une violente tempête détruisit 14 des 16 bateaux au mouillage dans la crique. En 1891 une jetée fut construite à l'entrée est de la crique et une plate-forme avec treuil installée au fond de la crique pour faciliter le relevage des embarcations.
En 1883 Paul Dumanoir profita de l'existence de la crique de Toul al Tanguer, juste à l'est de Pors Tarz, pour construite un vivier : la crique est barrée par un mur en maçonnerie très puissant pour en faire un réservoir d'une superficie de 270 m2, alimenté en eau de mer par deux vannes, ce qui permit aux pêcheurs de crustacés du Cap Sizun (une pêche en essor à la fin du XIXe siècle et au début du XXe siècle) de ne plus être obligés de se rendre jusqu'aux Viviers d'Audierne pour livrer leur pêche. Cachés par de hauts murs, les viviers de Pors Tarz sont restés en activité jusqu'en 1985.

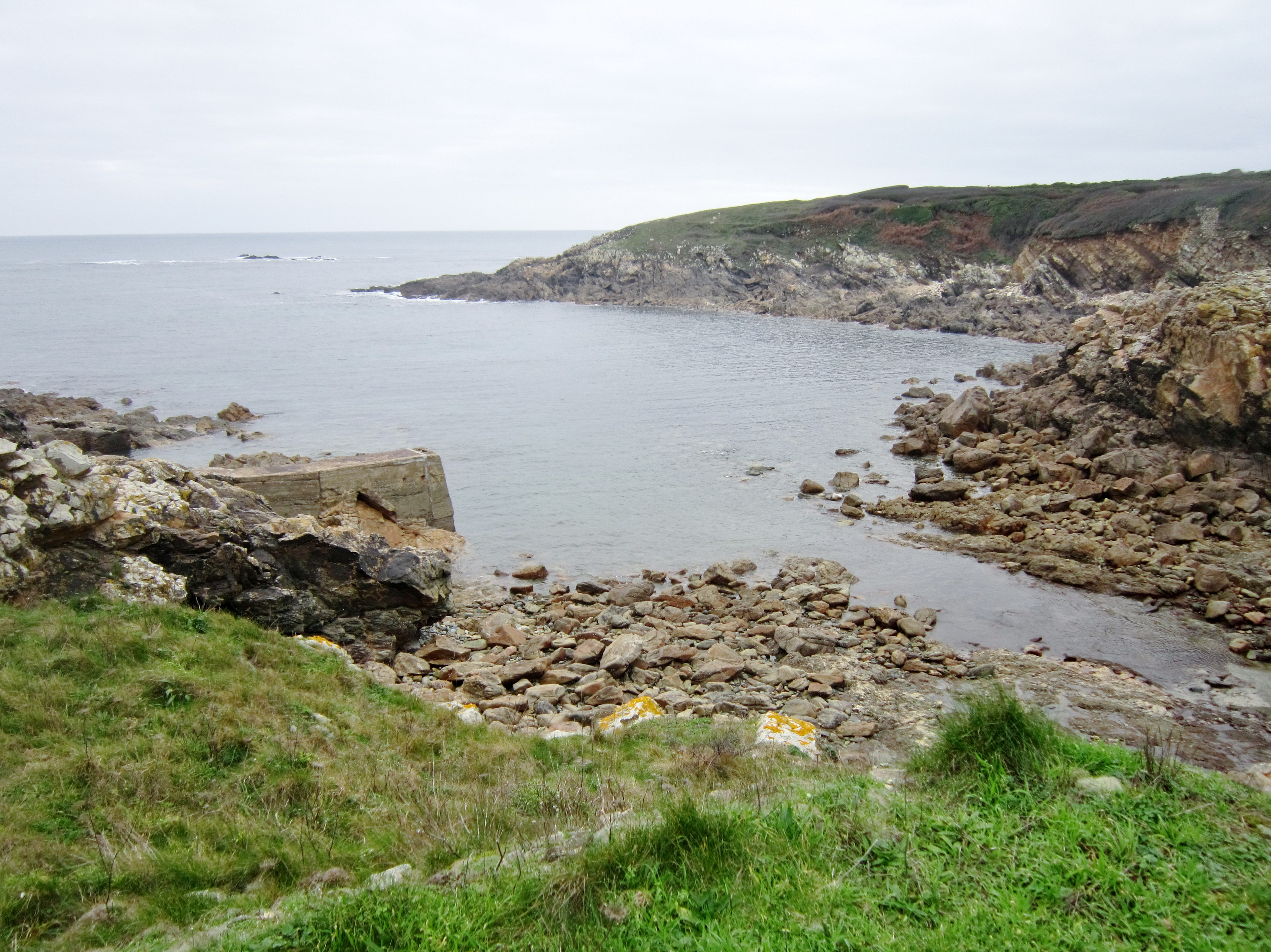
La crique de Pors Tarz, vue d'ensemble.
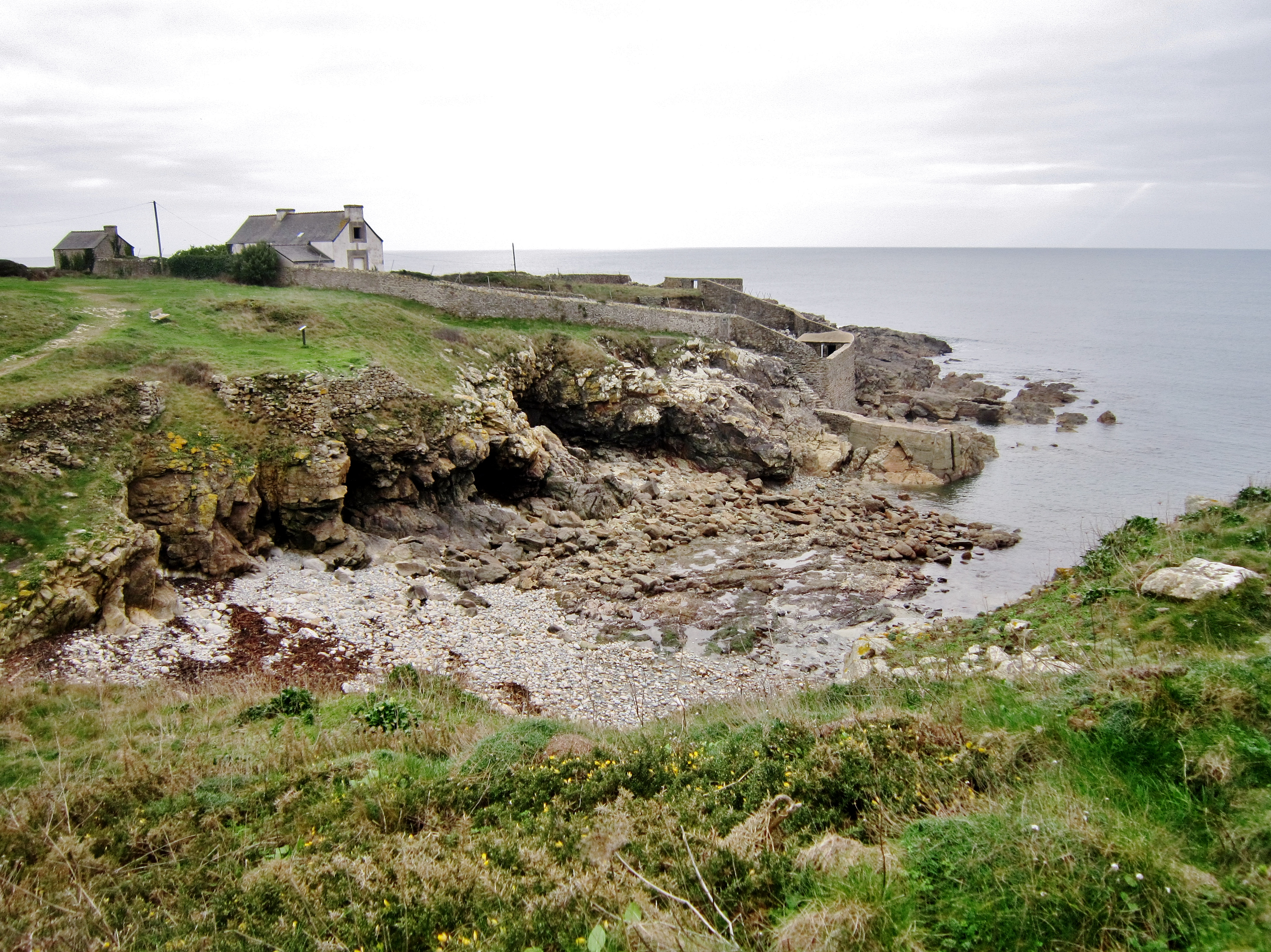
La crique de Pors Tarz et les viviers.
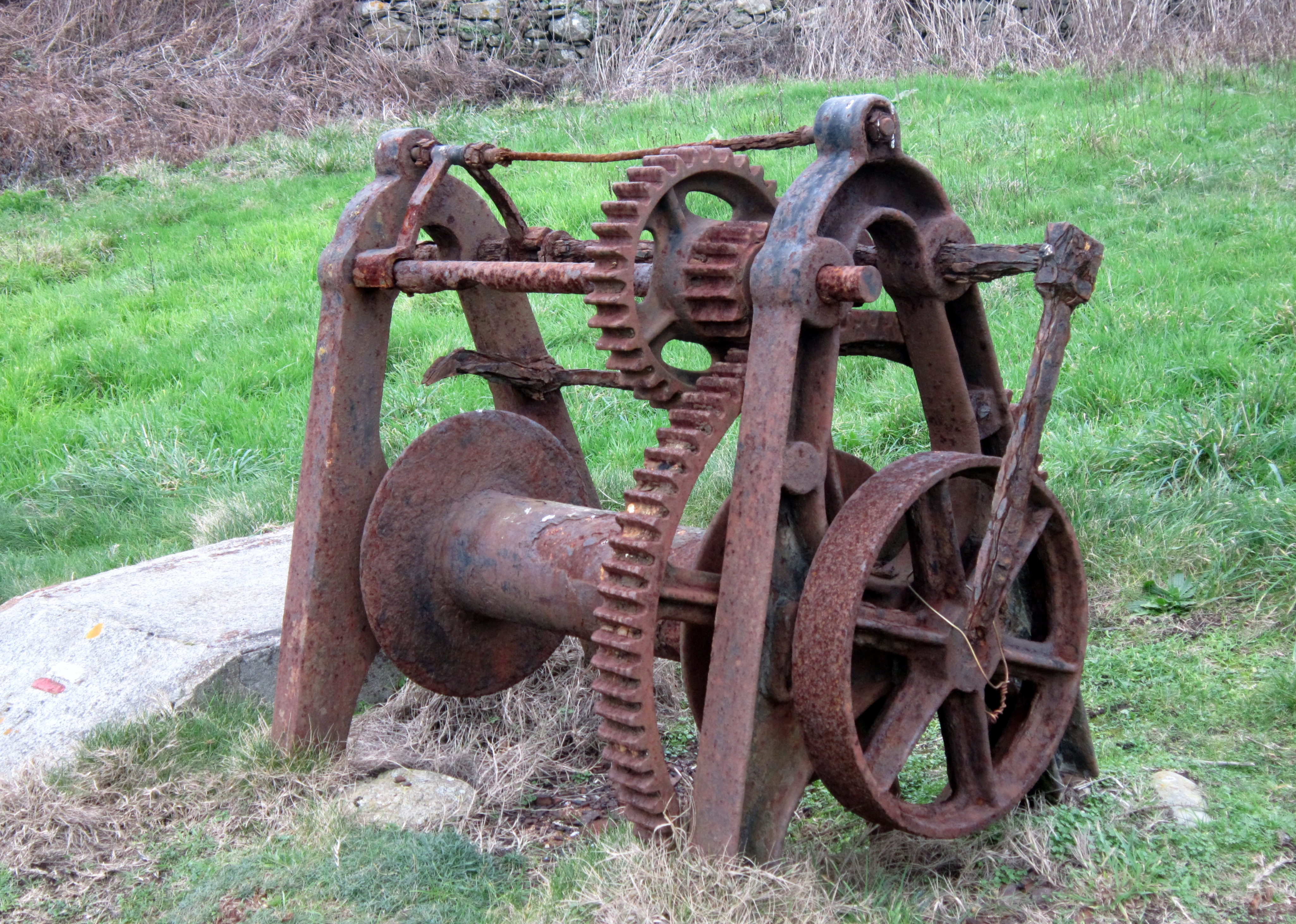
Le treuil installé à Pors Tarz à la fin du XIXe siècle pour faciliter le relevage des embarcations.
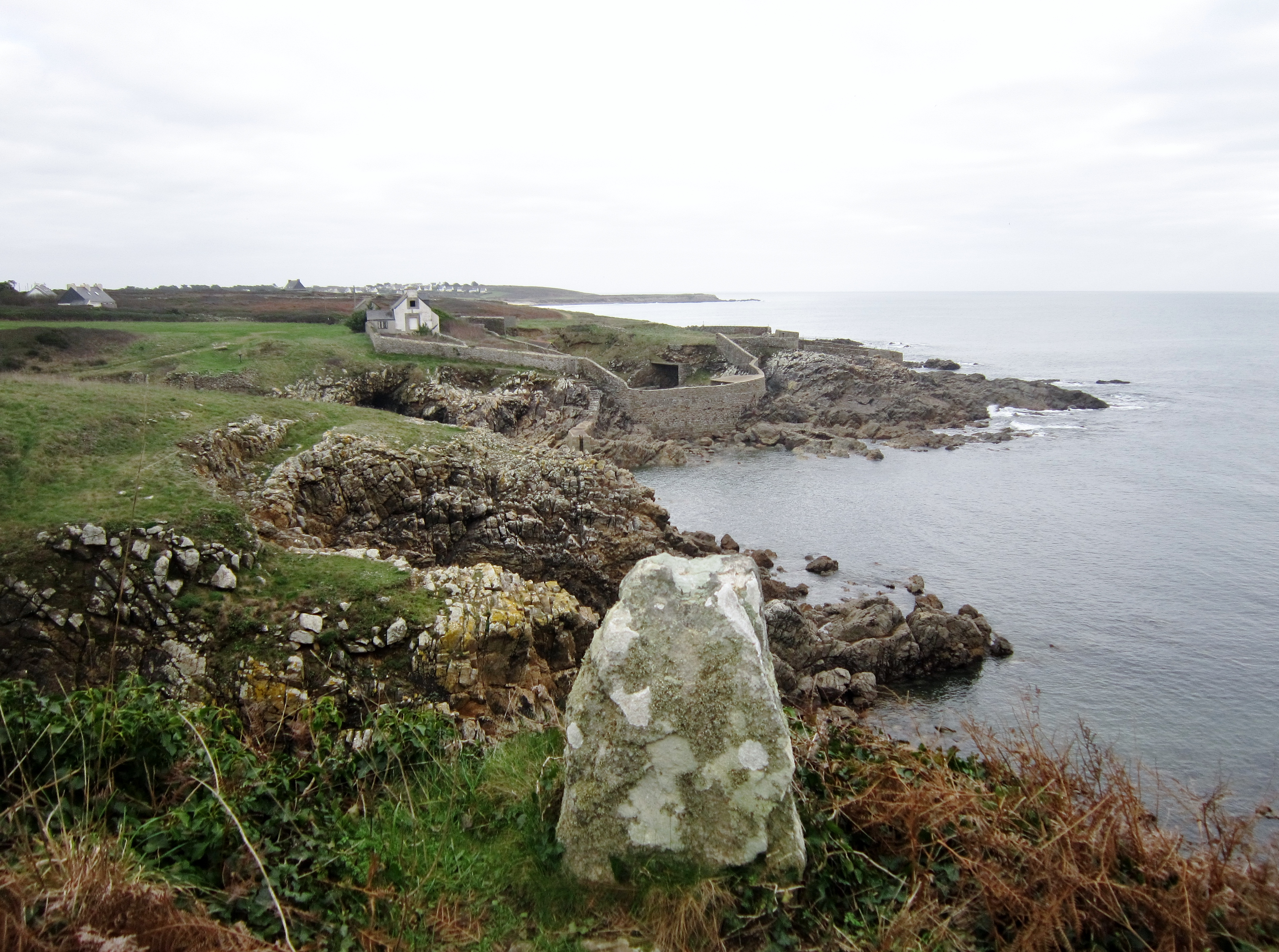
Pors Tarz vu de l'ouest (traces de l'exploitation goémonière au premier plan, Pors Tarz et ses viviers au second plan.
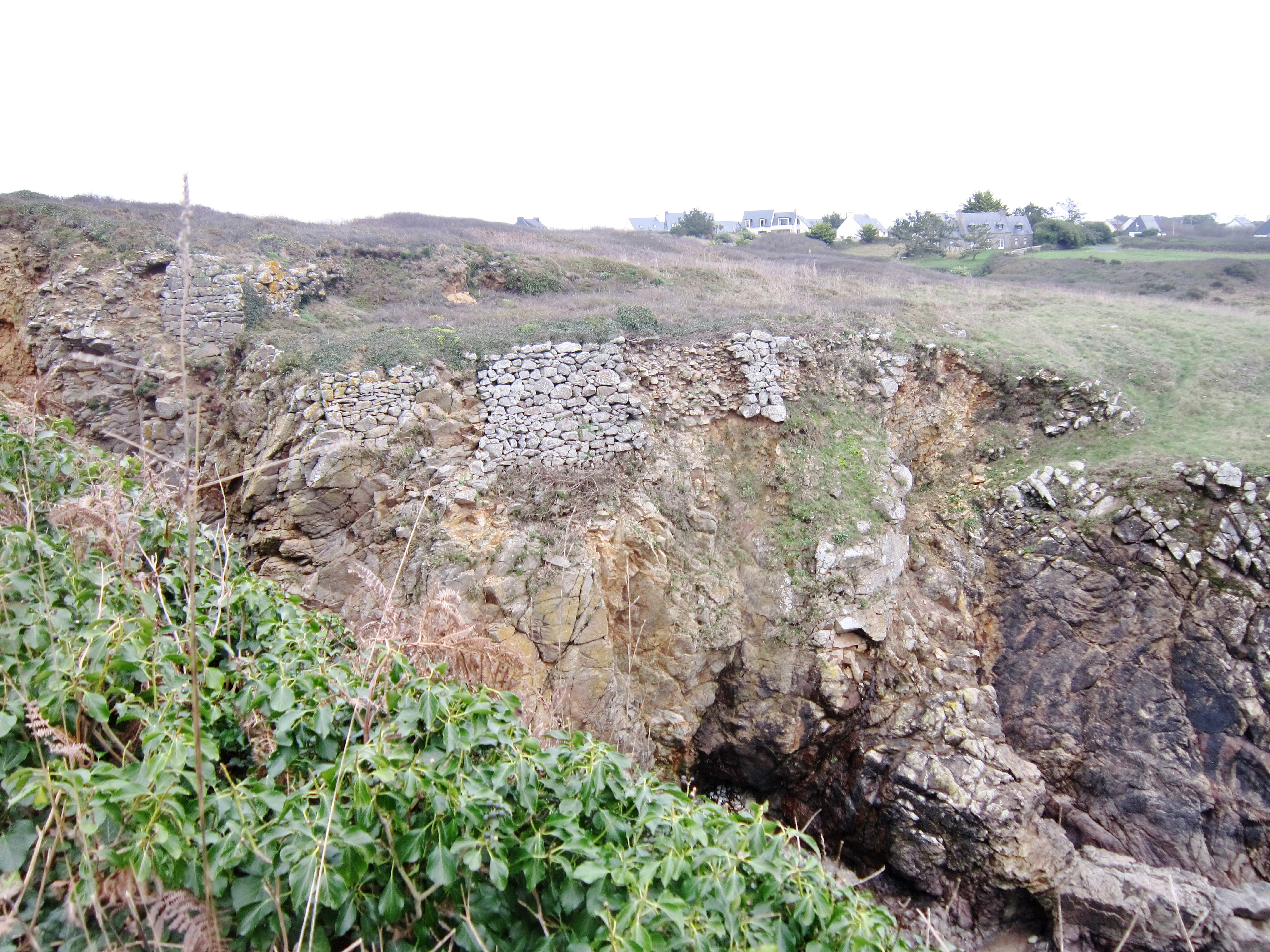
Vestiges de murets de soutènement liés à l'exploitation goémonière à l'ouest de Pors Tarz.
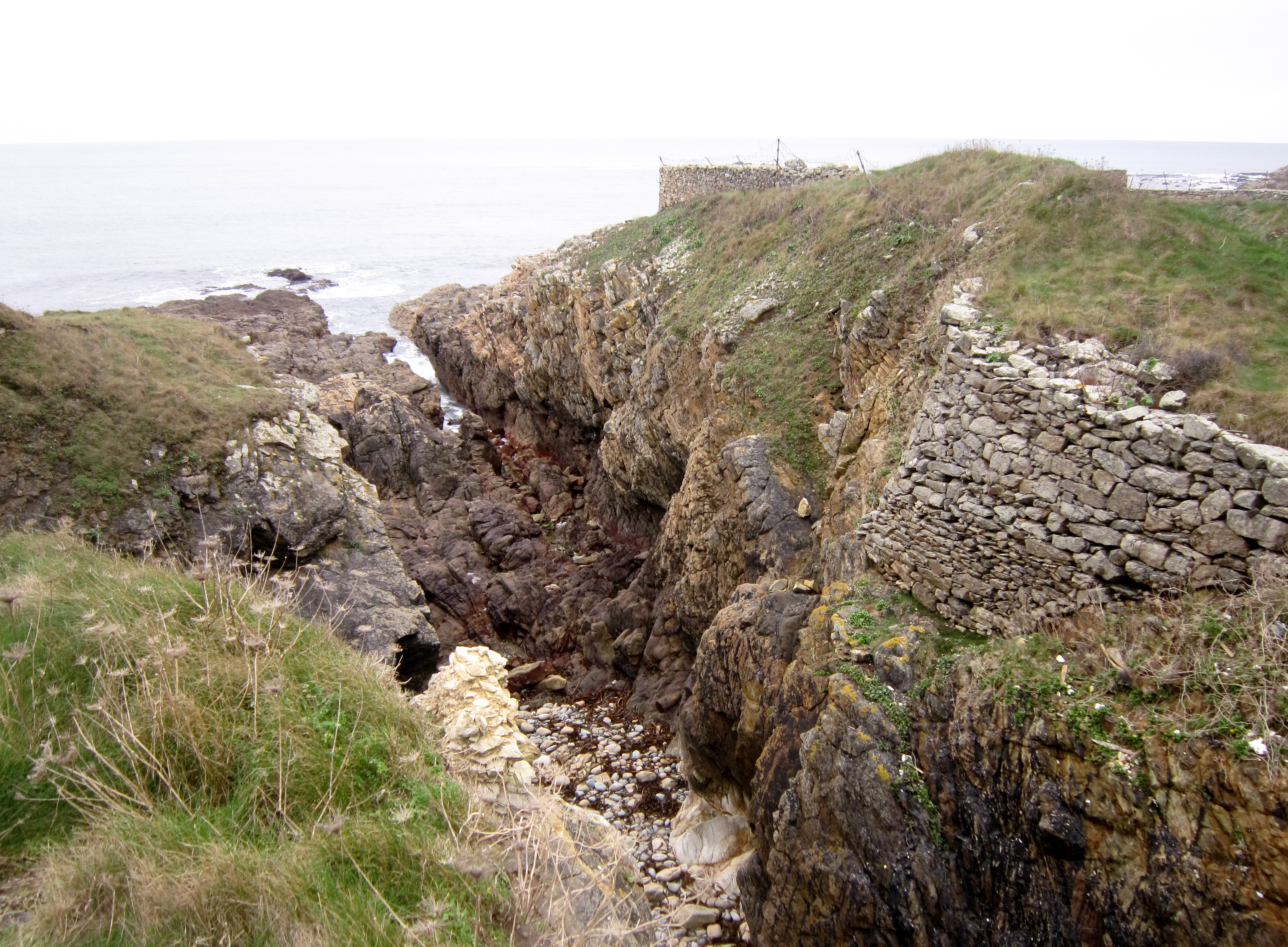
Faille située juste à l'est de Pors Tarz.

### Cadre géologique

Carte géologique du Massif armoricain.

Primelin est située sur un plateau d'altitude de moyenne de 40 m, à l'une des extrémités occidentales du Massif armoricain. Le territoire correspond au prolongement occidental du domaine centre armoricain (synclinorium médio-armoricain) et du domaine sud armoricain (domaine hercynien). .
Le domaine hercynien est marqué par la phase orogénique bretonne du cycle varisque, au début du Carbonifère inférieur, ou Tournaisien, il y a environ 360 Ma. La collision continentale au cours de l'orogenèse varisque proprement dite se traduit dans le Massif armoricain par un métamorphisme général de basse-moyenne pression, formant les gneiss et micaschistes au nord du cap Sizun, par des phases de cisaillement (en) et par la mise en place de nombreux leucogranites intrusifs (granites de teinte claire à deux micas, biotite et muscovite) au niveau de Primelin
S'inscrivant dans le cadre géologique du cap Sizun, la commune est située au niveau du prolongement occidental du cisaillement sud-armoricain (CSA) qui constitue un « Y » horizontal dont la base du raz de Sein à Quimper se divise en deux grands accidents linéamentaires (branche nord s'étendant vers l'est en direction d'Angers, branche sud en direction de Nantes). C'est le CSA qui guide la mise en place de la ceinture des leucogranites en feuillets ou en lobes qui la jalonne, depuis la pointe jusqu'à Nantes. Sur le plan pétrographique, ce massif est ainsi constitué par un leucogranite à deux micas (biotite et muscovite) de grain très fin (millimétrique) dont le faciès varie selon la distance au cisaillement. Cette roche plutonique présente une déformation très hétérogène qui se traduit notamment par un débit en lames de quelques décimètres d'épaisseur, très redressées et orientées est-ouest (orientation plus ou moins mylonitique), parallèlement au CSA.
La côte Est de l'anse du Loc'h permet de reconnaître du Nord au Sud : « des migmatites de degré d'évolution varié auxquelles fait suite à environ 100 m au sud de la jetée un granite à grain fin caractérisé par une assez grande abondance en biotite ainsi que par une forme quadrangulaire (en grains de semoule) des feldspaths qui sont de l'oligoclase et de l'orthose ».

### Hydrographie
Pour un article plus général, voir Réseau hydrographique du Finistère.
La commune est située dans le bassin Loire-Bretagne. Elle est drainée par divers petits cours d'eau,.

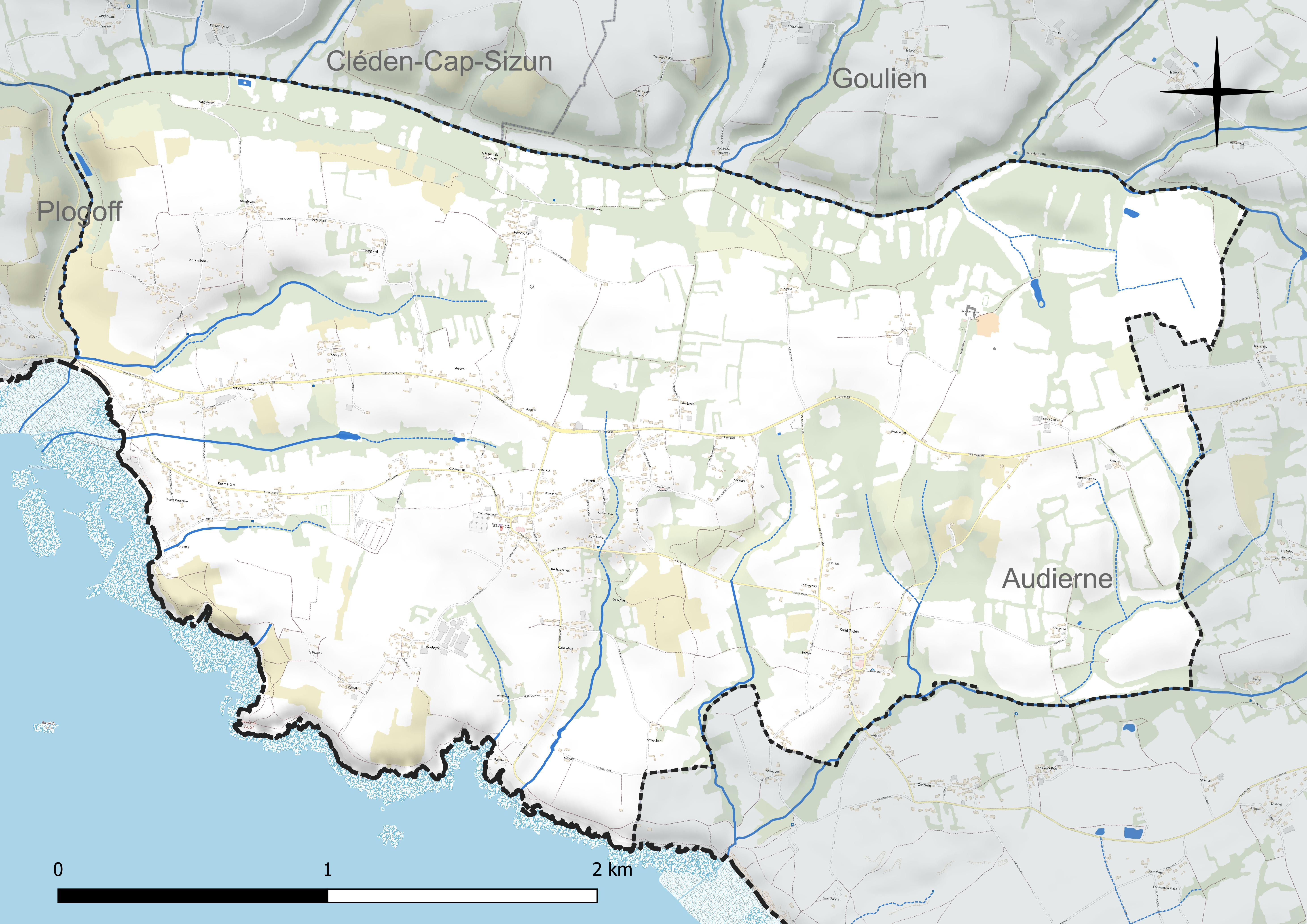
Réseau hydrographique de Primelin.

### Climat
Pour des articles plus généraux, voir Climat de la Bretagne et Climat du Finistère.
En 2010, le climat de la commune est de type climat océanique franc, selon une étude du CNRS s'appuyant sur une série de données couvrant la période 1971-2000. En 2020, Météo-France publie une typologie des climats de la France métropolitaine dans laquelle la commune est exposée à un climat océanique et est dans la région climatique  Bretagne orientale et méridionale, Pays nantais, Vendée, caractérisée par une faible pluviométrie en été et une bonne insolation. Parallèlement l'observatoire de l'environnement en Bretagne publie en 2020 un zonage climatique de la région Bretagne, s'appuyant sur des données de Météo-France de 2009. La commune est, selon ce zonage, dans la zone « Littoral », exposée à un climat venté, avec des étés frais mais doux en hiver et des pluies moyennes.  
Pour la période 1971-2000, la température annuelle moyenne est de 11,6 °C, avec  une amplitude thermique annuelle de 10 °C. Le cumul annuel moyen de précipitations est de 916 mm, avec 15,8 jours de précipitations en janvier et 7,4 jours en juillet. Pour la période 1991-2020, la température moyenne annuelle observée sur la station météorologique la plus proche, située sur la commune de Lanvéoc à 31 km à vol d'oiseau, est de 12,2 °C et le cumul annuel moyen de précipitations est de 1 030,1 mm,. Pour l'avenir, les paramètres climatiques de la commune estimés pour 2050 selon différents scénarios d'émission de gaz à effet de serre sont consultables sur un site dédié publié par Météo-France en novembre 2022.

### Transports
Primelin, en situation péninsulaire, est éloigné des grands axes de transport et n'est pas un carrefour de communications ; la commune n'a jamais été desservie par le rail, même à l'époque où Audierne bénéficiait de dessertes ferroviaires à voie métrique ; la D 784 (ancienne route nationale 784) qui, depuis Quimper , via Audierne, traverse la commune en restant à distance du bourg, dessert plus à l'ouest Plogoff et va jusqu'à la Pointe du Raz.

### Habitat
La commune présente un paysage agraire de bocage (avec des parcelles encloses de murets de pierres et non d'arbres en raison de la situation maritime exposée) avec un habitat rural dispersé en hameaux (les principaux étant Kerscoulet au nord du territoire communal, Le Croazou à l'est, Kerandraon au nord-ouest, Kerdugazul et Castel au sud-ouest) et fermes isolées.

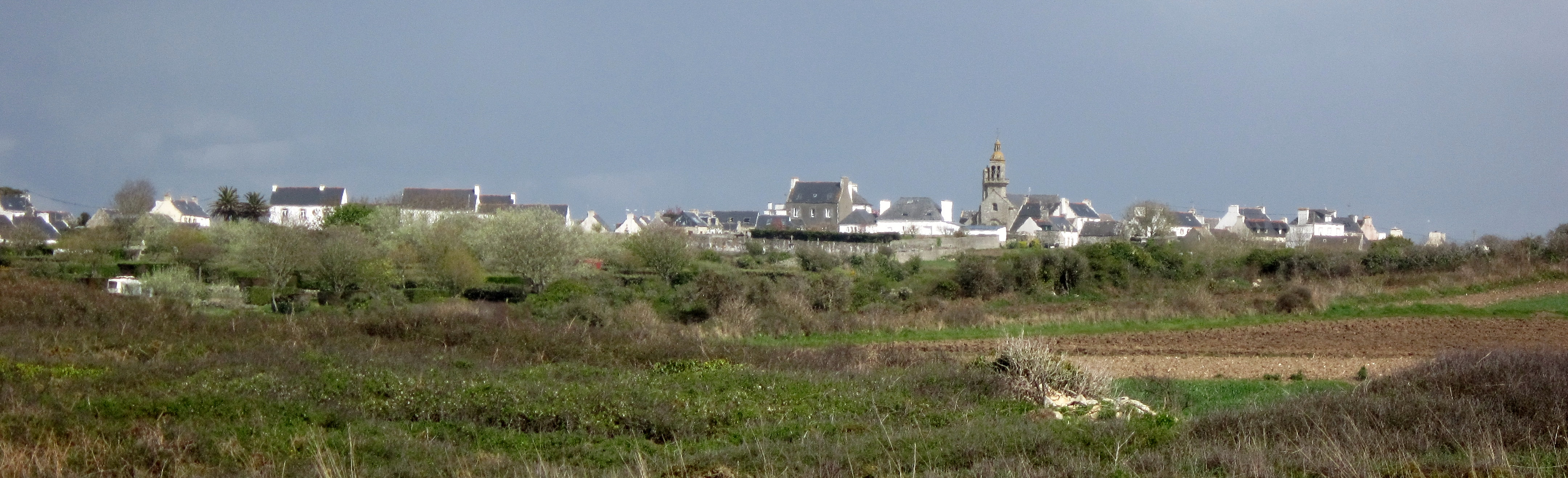
Le bourg de Primelin n'est pas en position littorale.

Le bourg était traditionnellement peu important, mais une urbanisation très lâche et sans plan cohérent a essaimé dans ses alentours et principalement selon un axe est-ouest allant de Kerven à l'est du bourg à Kermaléro et Pors Bae à l'ouest du bourg dans le courant du XXe siècle.
Le littoral est relativement bien préservé de l'urbanisation, sauf aux alentours du port du Loc'h, et a donc conservé son aspect naturel en dépit de la pression touristique.

## Urbanisme

### Typologie
Au 1er janvier 2024, Primelin est catégorisée commune rurale à habitat dispersé, selon la nouvelle grille communale de densité à 7 niveaux définie par l'Insee en 2022.
Elle est située hors unité urbaine et hors attraction des villes,.
La commune, bordée par l'océan Atlantique, est également une commune littorale au sens de la loi du 3 janvier 1986, dite loi littoral. Des dispositions spécifiques d'urbanisme s'y appliquent dès lors afin de préserver les espaces naturels, les sites, les paysages et l'équilibre écologique du littoral, tel le principe d'inconstructibilité, en dehors des espaces urbanisés, sur la bande littorale des 100 mètres, ou plus si le plan local d'urbanisme le prévoit.

### Occupation des sols
L'occupation des sols de la commune, telle qu'elle ressort de la base de données européenne d'occupation biophysique des sols Corine Land Cover (CLC), est marquée par l'importance des territoires agricoles (66,8 % en 2018), une proportion sensiblement équivalente à celle de 1990 (66,6 %). La répartition détaillée en 2018 est la suivante :
zones agricoles hétérogènes (48 %), forêts (17,9 %), terres arables (11,8 %), zones urbanisées (9,8 %), prairies (6,9 %), milieux à végétation arbustive et/ou herbacée (5,4 %), eaux maritimes (0,1 %). L'évolution de l'occupation des sols de la commune et de ses infrastructures peut être observée sur les différentes représentations cartographiques du territoire : la carte de Cassini (XVIIIe siècle), la carte d'état-major (1820-1866) et les cartes ou photos aériennes de l'IGN pour la période actuelle (1950 à aujourd'hui).

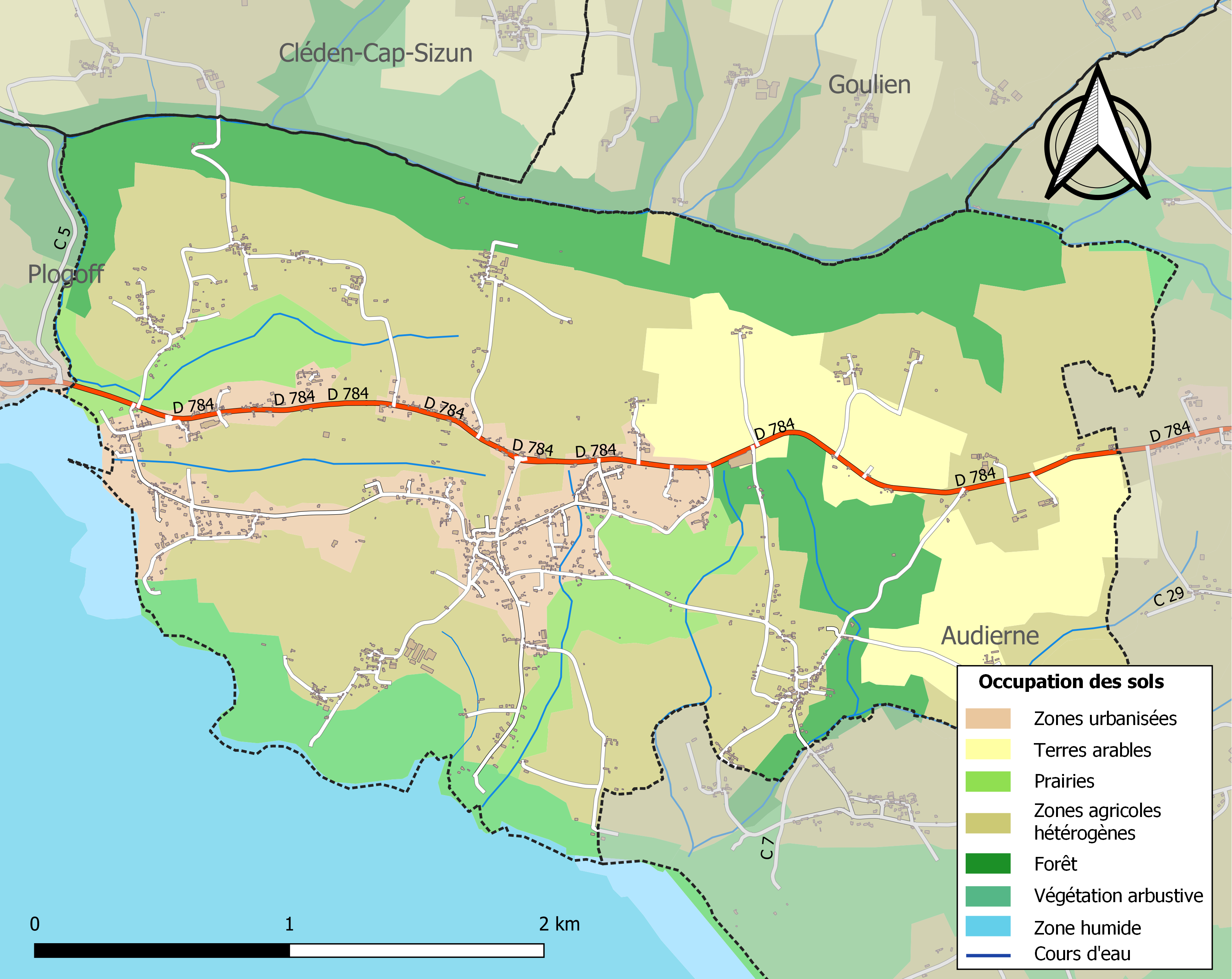
Carte des infrastructures et de l'occupation des sols de la commune en 2018 (CLC).

## Toponymie
Le nom de la localité est attesté sous les formes Lanprimel, Primel Lan, Primelen en 1368 et enfin Primelin.
Primelin vient de saint Primel ou Primaël.

## Histoire

### Préhistoire
Plusieurs tumuli se trouvent entre Beg-ar-Castel et Le Loc'h, prouvant une présence humaine dès le Néolithique et à l'Âge du bronze.
Le Chevalier de Fréminville décrit un dolmen — qu'il qualifie à tort de « monument druidique » —, situé à un kilomètre environ du bourg, « composé d'une table horizontale, supportée pat deux pierres seulement. Elle est soutenue à un mètre du sol. Tout le dessous de cet autel est occupé part le bassin carré long qui reçoit l'eau de cette fontaine, et qui est formé de larges pierres plates ». Édouard Vallin, dans son Voyage en Bretagne publié en 1859, évoque aussi cette « fontaine sacrée » constituée selon lui « d'un dolmen de six pieds de long, supporté seulement par deux pierres ».
En fait, il s'agit probablement de la tombe en coffre à rainures, située à Kerven près de la chapelle Saint-Théodor qui, jusqu'en 1975, a longtemps été considérée à tort comme étant un dolmen. A. Marteville et P. Varin écrivaient en 1853 que « près de la chapelle Saint-Théodore […] on voit un singulier monument. C'est une espèce d'auge en pierre, enfoncée en terre et recouverte d'une pierre plate, qui a environ 2,10 m de long sur 1,20 m de large. Les paysans nomment cette pierre l'autel de saint Théodore ; quelques antiquaires y ont vu un monument druidique [sic]. Nous ne saurions dire qui a tort ou raison, mais nous croyons que ce monument n'a aucun caractère de l'époque chrétienne ».

### Moyen Âge
Primelin faisait au Haut Moyen Âge partie de l'ancienne paroisse de Plogoff.
La première mention écrite de la paroisse de Primelin, qui faisait partie de l'évêché de Cornouaille, date de 1368.
En 1372, l'église était si vétuste que le recteur demande au Pape, alors en Avignon, des indulgences pour inciter les paroissiens à participer à la restauration. Il obtient cinquante jours pendant dix ans, et même en 1383, le taux est porté à 100 jours, sans limitation de durée.

### Époque moderne
Saint Dohou, ou Doccus, un saint irlandais, posséda jusqu'au XVIe siècle une chapelle et une fontaine à Primelin.
La chapelle Saint-Tugen fut construite à partir de 1535 par René du Ménez, seigneur de Primelin, qui habitait le manoir de Lézurec. Vincent du Ménez fonda en 1656 le couvent des Capucins à Audierne. Alain du Ménez, gouverneur d'Audierne et capitaine garde-côtes du Cap-Sizun, construisit l'actuel manoir vers 1626. Un de ses descendants, Gilles du Ménez, est mort en 1787 à Nantes à la suite d'un duel.
Les XVIe et XVIIe siècles furent à Primelin une époque de grande prospérité où l'industrie des pêcheries, des sécheries et de la navigation fut florissante. Celle-ci influença l'architecture religieuse dont un élément emblématique est encore visible sur les murs extérieurs de la chapelle Saint-Tugen : les « vaisseaux de pierre ». Ces bas-reliefs représentant des bateaux de pêche ont été, selon Daniel Bernard, sculptés par les marins eux-mêmes « pour bien marquer la part qui leur revenait dans ces bâtisses élevées de leurs deniers ».
Le 11 septembre 1723, selon les archives de l'Amirauté de Quimper, quatre navires — la Marie-Élisabeth, un bateau de 45 tonneaux, de Dieppe, la Marie-Jeanne, 25 tonneaux, de l'Aber-Benoît, la Fortune, 80 tonneaux, de Calais et  le Saint-Jean-Baptiste, 80 tonneaux de l'Île d'Yeu — vinrent se briser lors d'une tempête sur les rochers du Loch, entre Primelin et Plogoff. Le 13 janvier 1735, la Concorde, d'Amsterdam, un bateau de 400 tonneaux, se perdit corps et biens le long de la côte de Primelin. Le 5 octobre 1743, la Thérèse, de Landerneau, coule dans l'anse du Loch ; le capitaine déclara qu'il avait été poursuivi dans le Raz par un navire corsaire et deux caiches de Guernesey et, qu'après son naufrage, les riverains lui ont volé du vin et de l'eau-de-vie. Le 13 décembre 1743, le navire corsaire anglais Les Trois Frères s'échoua à Primelin : il avait deux canons, quantité de fusils et 35 hommes d'équipage (14 marins et le second capitaine furent noyés).
En 1759, une ordonnance de Louis XV ordonne à la paroisse de Primelin de fournir 18 hommes et de payer 118 livres pour « la dépense annuelle de la garde-côte de Bretagne ».

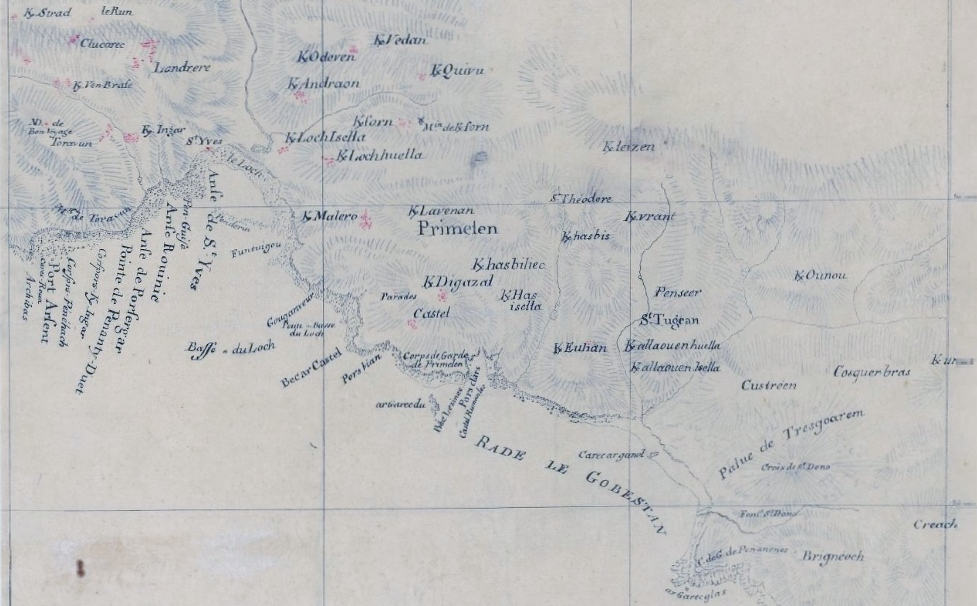
Carte de Primelin à la fin du XVIIIe siècle.

À Keronnou en Primelin, une scène de labour est représentée sur le linteau d'une porte datée de 1776.
Jean-Baptiste Ogée décrit ainsi Primelin en 1778 :

« Primelin ; sur une montagne [sic], au bord de la mer ; à 8 lieues à l'ouest de Quimper, son évêché et son ressort ; à 47 lieues de Rennes ; et à 2 lieues de Pontcroix, sa subdélégation. Cette paroisse relève du Roi et compte 900 communiants. La cure est à l'alternative. Le territoire, borné au sud par la mer, referme des terres fertiles en grains de toute espèce, et bien cultivées par les femmes, qui sont fort laborieuses : elles prennent le soin de la culture de leurs champs, tandis que les hommes s'occupent à la pêche ou à la navigation ».

Le 14 mars 1784, 31 cachalots vinrent s'échouer sur la côte de Primelin.

### Révolution française
La paroisse de Primelin, qui comprenait alors 97 feux, élit lors de la réunion du tiers état de la paroisse le 10 avril 1789 deux délégués, Marc Le Normant et Michel Kerloch, pour la représenter à l'assemblée du tiers-état de la sénéchaussée de Quimper au printemps 1789. Le cahier de doléances de Primelin est consultable sur le site Internet infobretagne.com.
La loi du 12 septembre 1791 « relative à la circonscription des paroisses du district de Pont-Croix » donne à la paroisse d'Esquibien comme succursales Primelin, Audierne et l'Île-de-Sein. Pierre Herviant, recteur de Primelin, devint en 1791 le premier maire de la commune, mais il refusa de prêter serment à la Constitution civile du clergé, devenant donc, comme son vicaire Yves Le Goardon, prêtre réfractaire. Le 17 avril 1791 Gloaguen, vicaire assermenté de Cléden-Cap-Sizun, fut installé recteur de Primelin.
La chapelle du manoir de Lézurec abrita en 1791 des messes clandestines dites par des prêtres réfractaires de la paroisse.Poursuivi et traqué continuellement, l'ancien recteur Herviant s'exila en Espagne. Il fut par la suite curé de Scaër. Le vicaire Yves Le Goardon fut détenu un temps à la prison des Capucins à Landerneau, puis emprisonné sur le Washington dans les pontons de Rochefort, puis remis en liberté et à nouveau arrêté et mis en prison à Quimper ; il fut sous le Consulat et l'Empire desservant de Primelin.
Jean-Marie Violant, ancien commis au greffe de la juridiction du marquisat de Pont-Croix, ouvrit une école à Primelin (abandonnant celle qu'il tenait antérieurement à Beuzec-Cap-Sizun) en vertu de la loi du 5 nivôse an II (25 décembre 1793) qui rendait l'école primaire obligatoire et gratuite. Le 12 pluviôse an II (31 janvier 1794) il déclare : « Je le dirai que j'ai 40 élèves qui fréquentent mes écoles avec la plus grande assiduité […]. La municipalité a fait et fait tout ce qui est en elle pour me seconder en cette partie ».

### LeXIXesiècle
Une circulaire du préfet du Finistère en date du 19 novembre 1822 indique que « le navire La Fanny ayant fait naufrage en vue de la commune de Plogoff, des habitants de Primelin et de Cléden-Cap pillèrent les naufragés, se portèrent sur eux à des voies de fait et s'emparèrent violemment des objets échoués ».
A. Marteville et P. Varin, continuateurs d'Ogée, décrivent ainsi Primelin en 1853 :

« Primelin (sous l'invocation de saint Primel, auquel elle doit son nom) ; commune formée de l'ancienne paroisse de ce nom, aujourd'hui succursale. […] Superficie totale : 872 hectares, dont […] terres labourables 510 ha, prés et pâturages 68 ha, vergers et jardins 21 ha, landes et incultes 208 ha […]. Moulins : 9 (de Saint-Théodore, de Kerha, de Kerouil, de Lézurec, de Kerguivit, de Keroudévan, de Kerforn, à vent ; de Guerben, de Kerscoulet, à eau. Primelin avait une trève qu'elle a conservé et qu'Ogée a omis d'indiquer, c'est Saint-Hugin ou Hygin [en fait Saint-Tugen], qui aujourd'hui n'est plus qu'une chapelle […]. Une autre chapelle est en outre desservie, c'est celle de Saint-Théodore, qui porte la date de 1672. Le manoir de Lézurec, quoiqu'il ne soit pas en fort bon état, est encore habité. […] La côte de Primelin borde la baie d'Audierne, si fertile en naufrages. Il serait impossible d'énumérer ceux-ci, mais du moins il en est un que les habitants n'ont pas oublié. En 1784, par une nuit orageuse, quarante énormes cachalots furent jetés sur la falaise de Saint Hugin. Ce fut pour le pays une bonne fortune dont on parle souvent encore. […] Le clocher de l'église de Primelin n'a rien de remarquable ; cependant, par sa position, il est utile aux marins auxquels il sert d'amer depuis les Penmarch jusqu'à l'entrée du Raz. Il y avait autrefois quelques arbres fruitiers dans cette commune, mais une maladie, qu'on n'a pas suffisamment combattue, ayant détruit depuis quelques années tous les pommiers doux, il est impossible de faire à Primelin dix hectolitres de cidre. Géologie : constitution presque entièrement granitique. On parle le breton. »

La culture du lin principalement et du chanvre, était importante au XIXe siècle et déjà les siècles précédents : en 1846 la commune comptait 13 tisserands.
Le 19 mai 1858, un brick complètement abandonné dont le mât de misaine était renversé sur le pont, lequel était en partie défoncé en raison du roulement des grumes que le navire transportait, vint s'échouer à la côte de Primelin. Son nom et celui de son port d'attache étaient difficilement lisibles, mais on crut déchiffrer Virago et Belfast.
Pierre-Marie Gloaguen fut condamné à six jours de prison pour avoir incité un autre habitant de la commune, un certain Jaffray, à enlever temporairement l'urne lors des élections municipales du 29 juillet 1865.
Jean-Marie Jadé, de Primelin, marin, est mort à Vermand (Aisne) lors de la bataille de Bapaume pendant la Guerre de 1870.
Un rapport du conseil général du Finistère indique en août 1880 que Primelin fait partie des 27 communes de plus de 500 habitants du Finistère qui n'ont encore aucune école de filles.
En 1885, les membres du clergé de Primelin intervinrent dans les élections ; l'un d'entre eux déclara en chaire « qu'il valait mieux se faire tuer que se laisser corrompre par les francs-maçons » et des incidents très graves éclatèrent le jour des élections.
En 1892 est décidée la construction d'un abri pour les bateaux de pêche dans le port du Loch.
En 1897, une requête en annulation de l'élection comme maire de M. Laouénan et comme adjoint au maire de M. Perrot, au prétexte que ce dernier était titulaire d'un bureau de tabac, fut déposée et obtint satisfaction.
Trois cas de typhus, dont deux mortels, furent constatés sur des enfants de 8, 9 et 12 ans appartenant à des familles différentes et fréquentant tous trois l'école. Le préfet demanda la fermeture du puits situé dans la cour de l'école « dont l'eau est suspecte ».
Grégoire Louarn, quartier-maître originaire de Primelin, fut l'un des 30 marins français qui participa, sous le commandement de Paul Henry, à la défense de la cathédrale du Pé-Tang dans la Cité interdite de Pékin en 1900 lors de son siège par les Boxers.

### LeXXesiècle

#### La Belle Époque
Le 20 janvier 1901, le vicomte Alain Le Gualès de Mézaubran demanda « la concession de mines de houille, schistes bitumineux, anthracite, lignite ou pétrole » qui pourraient se trouver sur les communes de Cléden-Cap-Sizun, Plogoff, Primelin, Esquibien, Audierne, Plouhinec, Pont-Croix et Goulien.
En 1901, l'élection de 11 conseillers municipaux est annulée par le Conseil de préfecture et une nouvelle élection dut être organisée en mai 1901 ; elle aboutit à la réélection de la liste emmenée par Yves Dagorn.
Un lecteur du journal La Dépêche de Brest et de l'Ouest, se plaignant que Primelin soit oublié par les secours distribués lors de la crise sardinière, écrit en 1903 :

« Primelin est […] la plus pauvre commune du Cap Sizun. Pendant la campagne dernière, une vingtaine de marins seulement se sont livrés à la pêche à la sardine à Audierne ou à Douarnenez ; et leurs camarades, découragés par le peu de résultats de leurs efforts, n'ont pas imité leur exemple l'année dernière, est-ce à dire qu'ils soient devenus plus riches pour cela ? Et les soudeurs-boîtiers, ainsi que les femmes de Primelin, qui travaillent dans les usines d'Audierne au nombre d'une centaine environ, sont-ils plus fortunés que leurs compagnons et compagnes ds autres localités secourues ? Les plus malheureux ne sont peut-être pas ceux que l'on pense. L'exacte vérité est que tous nos marins, aussi bien pêcheurs de langoustes que pêcheurs de sardines, soudeurs et ouvrières d'usines, sont dans la misère la plus noire. D'abord la pêche à la langouste a été très mauvaise cette année, par suite du mauvais temps, et surtout à cause de la concurrence des bateaux sardiniers qui, à  défaut de sardines, ont pêché homards et langoustes […] De plus, n'ayant aucun port de refuge en cas de tempête, nos hommes ne peuvent guère pratiquer la pêche l'hiver […]. Veut-on tirer argument de ce que notre population maritime loue quelque petite parcelle de terre pour la culture ds pommes de terre qui doivent la nourrir presque exclusivement pendant l'hiver ? […] Cette ressource même lui a fait défaut cette année. »

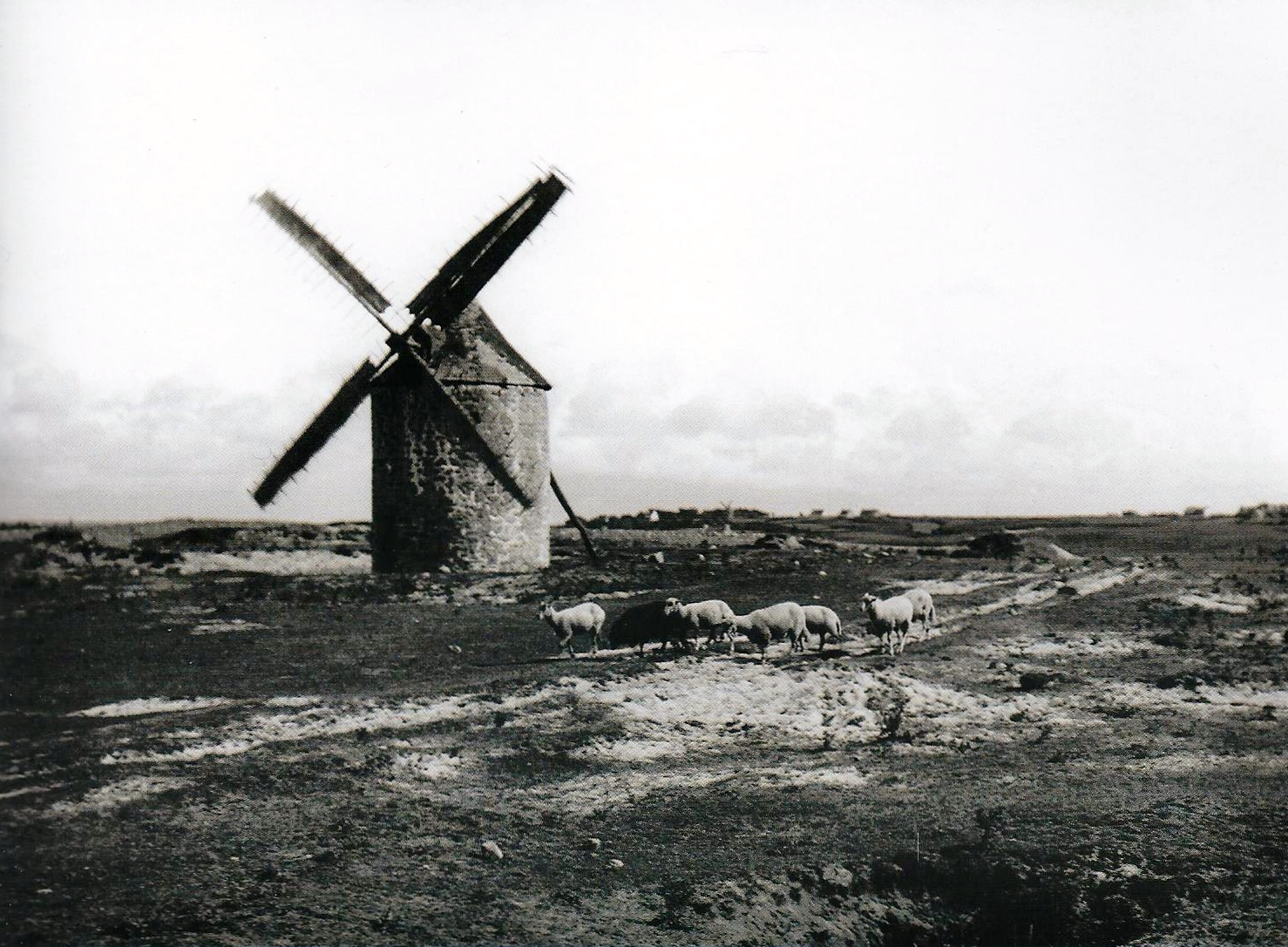
Le moulin de Saint-Tugen, vers 1910, photographie de Philippe Tassier.

À la suite de cette lettre, le Comité du commerce brestois envoya une aide de 150 francs consistant en bons de pains et autres denrées au maire de Primelin, à charge pour lui de les répartir entre les familles les plus nécessiteuses.

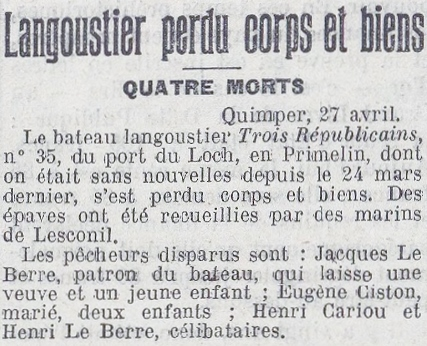
La disparition du langoustier Trois Républicains du port du Loch en Primelin, La Dépêche de Brest et de l'Ouest, 28 avril 1913.

Les travaux de construction d'un brise-lames dans l'anse du Loch sont décidés en 1905.
Lors du recensement de 1906 à Primelin, on comptait 39 patrons pêcheurs, 49 marins pêcheurs en activité, 14 marins pêcheurs au chômage, un marin de commerce en activité et deux marins de commerce au chômage ; on dénombrait aussi 16 soudeurs et deux ouvrières d'usines qui travaillaient dans les conserveries d'Audierne et de Plouhinec.
Le manoir de Lézurec « comprenant maison d'habitation, bâtiments d'exploitation, moulin et terres, superficie 45 hectares 32 ares », ainsi que des taillis d'une superficie de 16 ha 82 ares, les moulins à eau et à vent de Penbil, en la commune d'Esquibien, trois fermes, une tenue et un ancien domaine congéable sont mis en vente en 1906.
Une épidémie de variole sévit à Primelin entre juin et septembre 1907 ; elle valut à Edmond Lécuyer, alors directeur de l'école publique de la commune une distinction pour « l'initiative et le dévouement dont il a fait preuve ».
Le journal La Dépêche de Brest et de l'Ouest écrit le 26 octobre 1907 que « par suite de la tempête une grande quantité de varech et d'algues marines ont été rejetées dans les anses du littoral. Les cultivateurs de Plouhinec, de Kergadec, en Audierne, et ceux de Primelin les recueillent pour engraisser leurs terres. Au Loch, en Primelin, plus de 3 000 voitures de varech ont été recueillies : les vieux riverains ne se rappellent pas en avoir jamais vu autant ».
Un décret en date du 2 avril 1912 autorise la création dans la commune de Primelin d'un bureau de bienfaisance dont la dotation est constituée par les biens ayant appartenu à la fabrique de l'église.
En juillet 1912 l'étrange histoire d'une enfant de quatre ans du village du Loch en Primelin qui déclara avoir vu dans une prairie à plusieurs reprises un « monsieur très grand richement vêtu », lequel lui aurait remis une pièce d'argent, puis d'autres pièces les fois suivantes, défraya la chronique ; l'affaire fut évoquée même dans plusieurs journaux parisiens car de nombreuses personnes vinrent d'un peu partout fouiller la parcelle « retournant avec patience les mottes de terre sans jamais rien découvrir ».
Le Républicain, un bateau de pêche du Loch, disparût corps et biens à la fin du mois de mars 1913 ; des épaves furent retrouvées par des pêcheurs de Lesconil ; ce naufrage fit quatre victimes.

#### La Première Guerre mondiale
Le monument aux morts de Primelin porte les noms de 59 soldats et marins morts pour la France pendant la Première Guerre mondiale ; 10 d'entre eux au moins sont des marins morts en mer, dont Victor Korner et Marc Ladan, décorés de la Médaille militaire ; au moins un (Jean Normant) est mort sur le front belge à Rossignol dès le 22 août 1914 ; au moins un (Pierre Morvan) est mort en Grèce dans le cadre de l'expédition de Salonique ; François Quéré, un marin, est mort de maladie à Singapour ; au moins un (Jean Yves Kersaudy) est mort en captivité en Allemagne ; la plupart des autres sont morts sur le sol français, dont Jean Michel Kersaudy et Jean Yven, décorés de la médaille militaire et de la croix de guerre, Jean Kerninon, Alain Le Corre, Clet Moullec, décorés de la croix de guerre.

#### La récolte du goémon

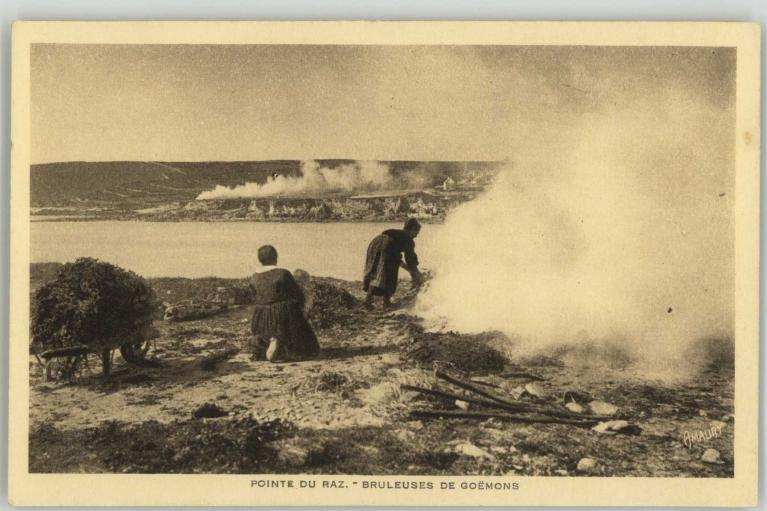
Brûlage du goémon au Loc'h au début du XXe siècle.

La récolte du goémon fut les siècles précédents une activité importante dans tout le cap Sizun, et particulièrement le long du littoral de Primelin. Une ordonnance royale en date du 19 juillet 1836 autorisa la création d'une usine de raffinage de soude de varech au lieu-dit Le Poul en Audierne afin d'obtenir de l'iode et l'autorisation de brûler du goémon le long du littoral des communes de Plozévet, Plouhinec, Esquibien et Primelin ; l'autorisation de construire de simples fours le long du littoral est également accordée la même année dans les communes précitées, ainsi qu'à Plogoff, d'où la prolifération de ces fours (plus d'un millier) un peu partout sur la côte, au point que les cultivateurs finirent par manquer de goémon pour engraisser et amender leurs terres. En 1879, la famille De Lécluse-Trévoédal met en service au lieu-dit Le Stum en Audierne une usine de produits chimiques obtenus à partir de la cendre de varech ; une autre usine est construite ensuite à Kéridreuff en Pont-Croix.

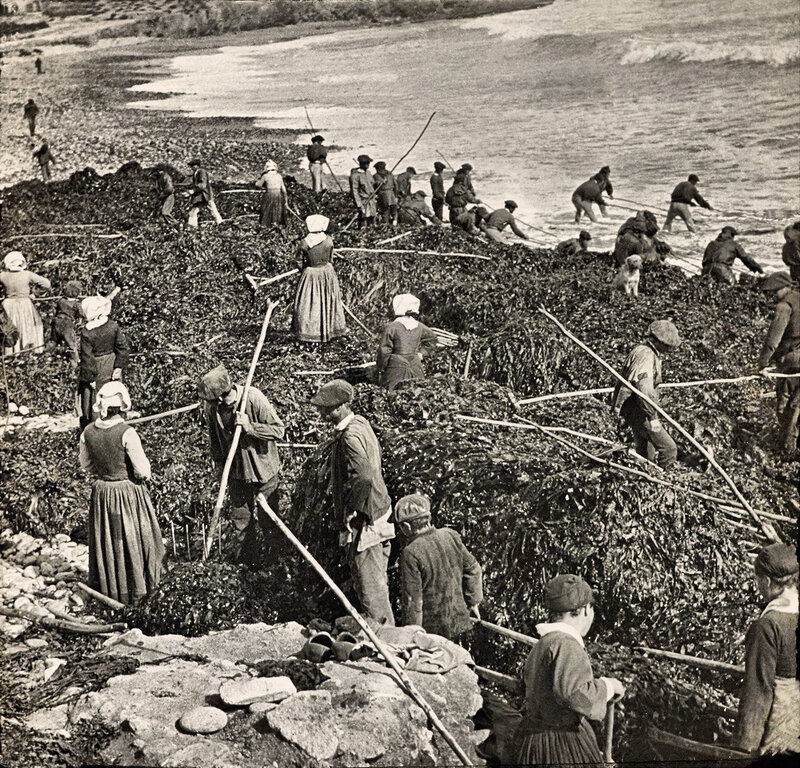
Ramassage du goémon vers 1900 sur la plage du Loc'h.

La récolte du goémon d'épave, qui s'accumulait sur les grèves, parfois sur plus d'un mètre d'épaisseur — il fallait alors le récupérer rapidement avant qu'il ne soit remporté par la mer —, pour l'incinération commençait en avril et durait tout l'été. Le goémon ramassé l'hiver servait à engraisser les champs. Les plus courageux rentraient dans l'eau jusqu'à la ceinture pour le récolter, puis il était déposé dans des charrettes tirées par des chevaux pour le sortir de la grève, parfois même dans ds paniers posés sur la tête ou sur des civières. Là où il fallait le remonter sur des falaises escarpées, on se servait d'un dispositif de levage des paniers, avec mât, câbles et poulies.
Le goémon était ensuite séché sur la lande, puis mis en tas, afin d'être brûlé vers la fin de l'été, l'opération durant une vingtaine de jours dans une chaleur d'enfer et en émettant des fumées abondantes et âcres ; les pains de soude obtenus étaient ensuite transportés à l'usine du Stum à Audierne. L'âge d'or de cette activité se situe entre 1900 et 1930 ; elle disparut dans les années 1950 (l'utilisation des antibiotiques freina l'utilisation de l'iode) alors qu'ellepouvait représenter jusqu'à la moitié des revenus de certaines familles. La récolte du goémon blanc (chondrus crispus), utilisé pour les préparations industrielles alimentaires et pour certains produits cosmétiques, perdura jusqu'au début du XXIe siècle.
On trouve encore de nombreux vestiges de cette exploitation, notamment à cheval entre les communes d'Esquibien et de Primelin, les murs de soutènement d'une plateforme construite par les goémoniers au sommet de la falaise. En arrière plan, on aperçoit un mât de levage permettant de remonter le goémon de l'estran.

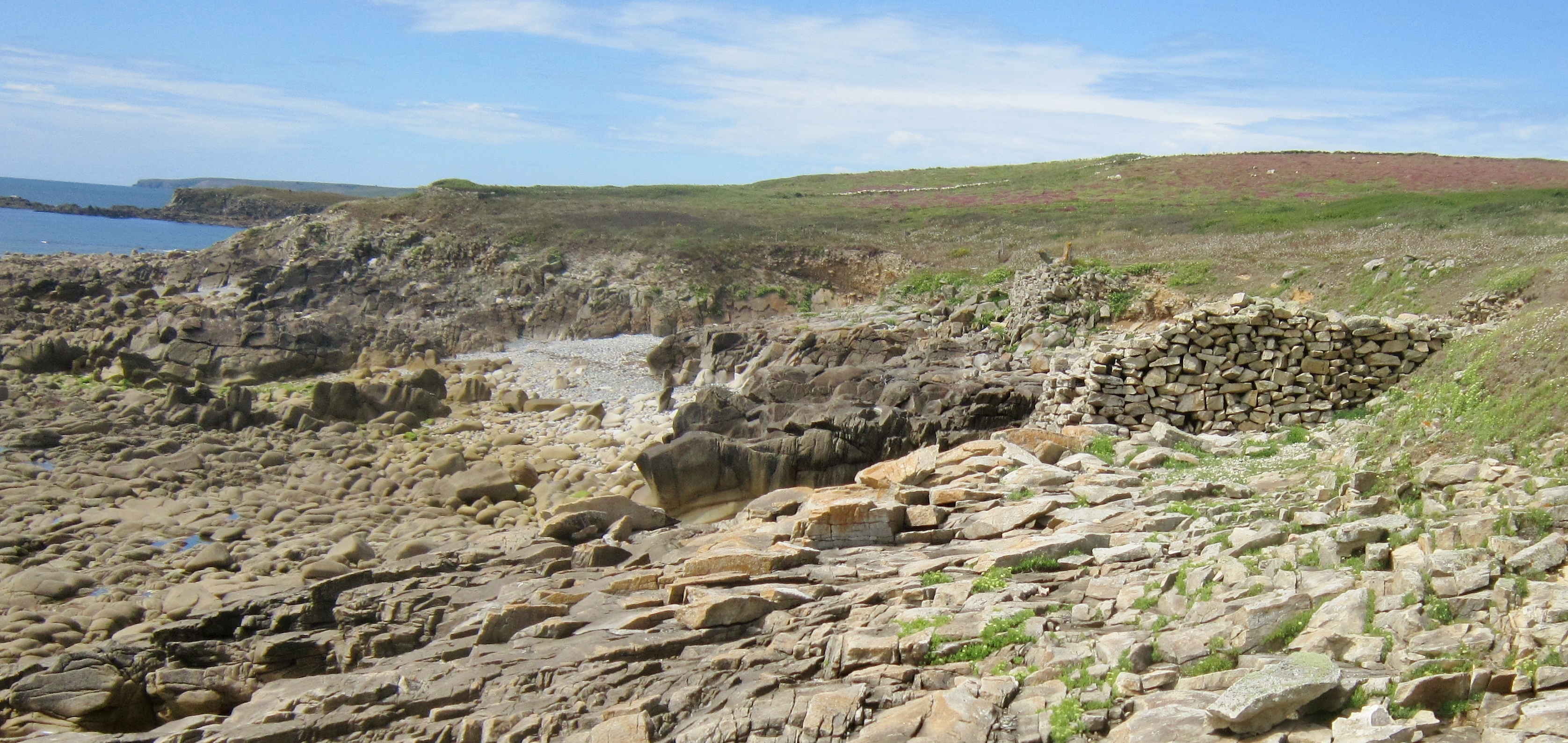
Vestiges d'un muret d'exploitation goémonière entre Trez Goarem et Porstarz.
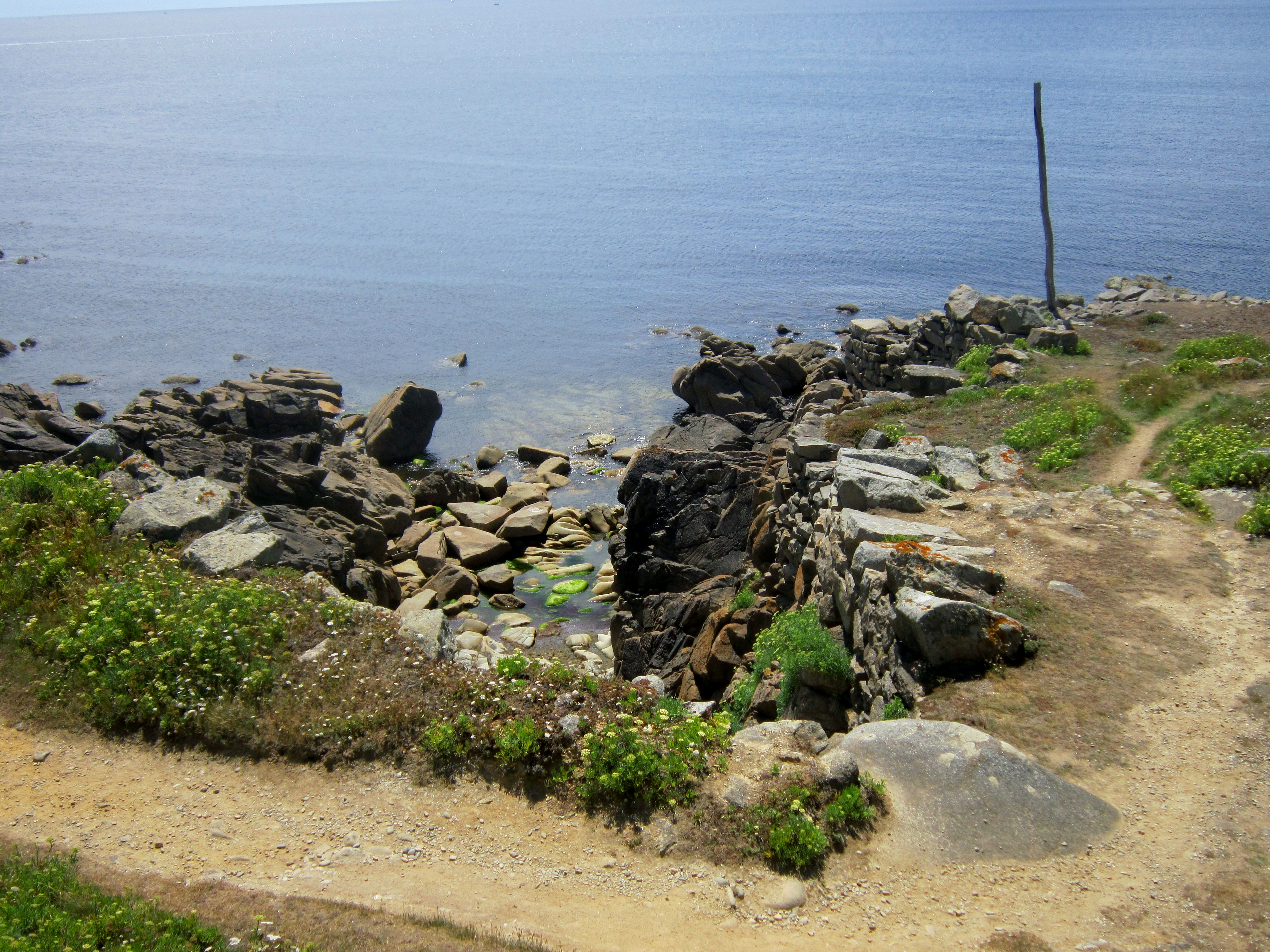
Vestiges d'un muret d'exploitation goémonière entre Trez Goarem et Porstarz avec un mât de levage encore debout.
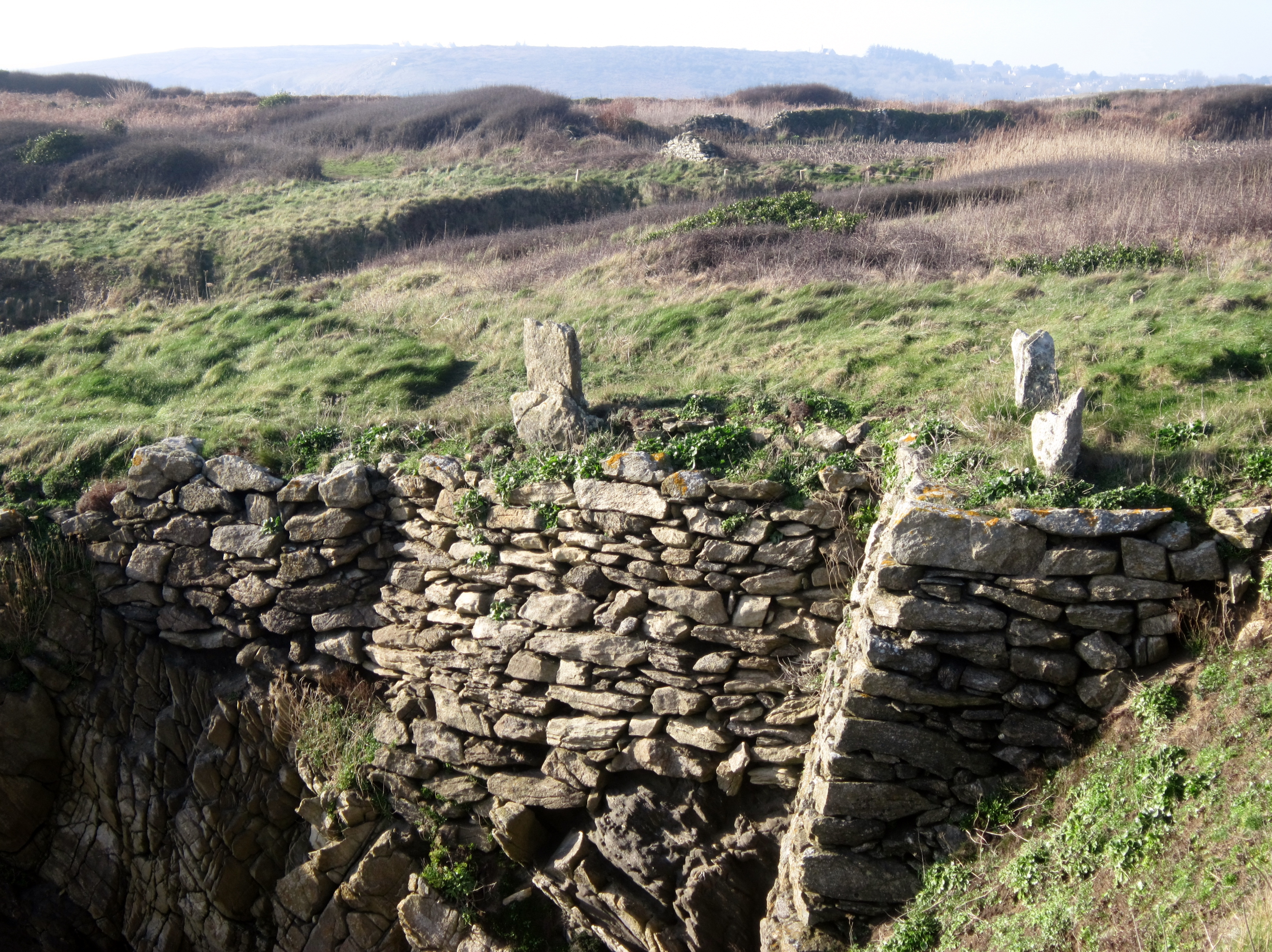
Vestiges d'exploitation goémonière le long du littoral (murets de soutènement et pierres levées servant pour la remontée du goémon).
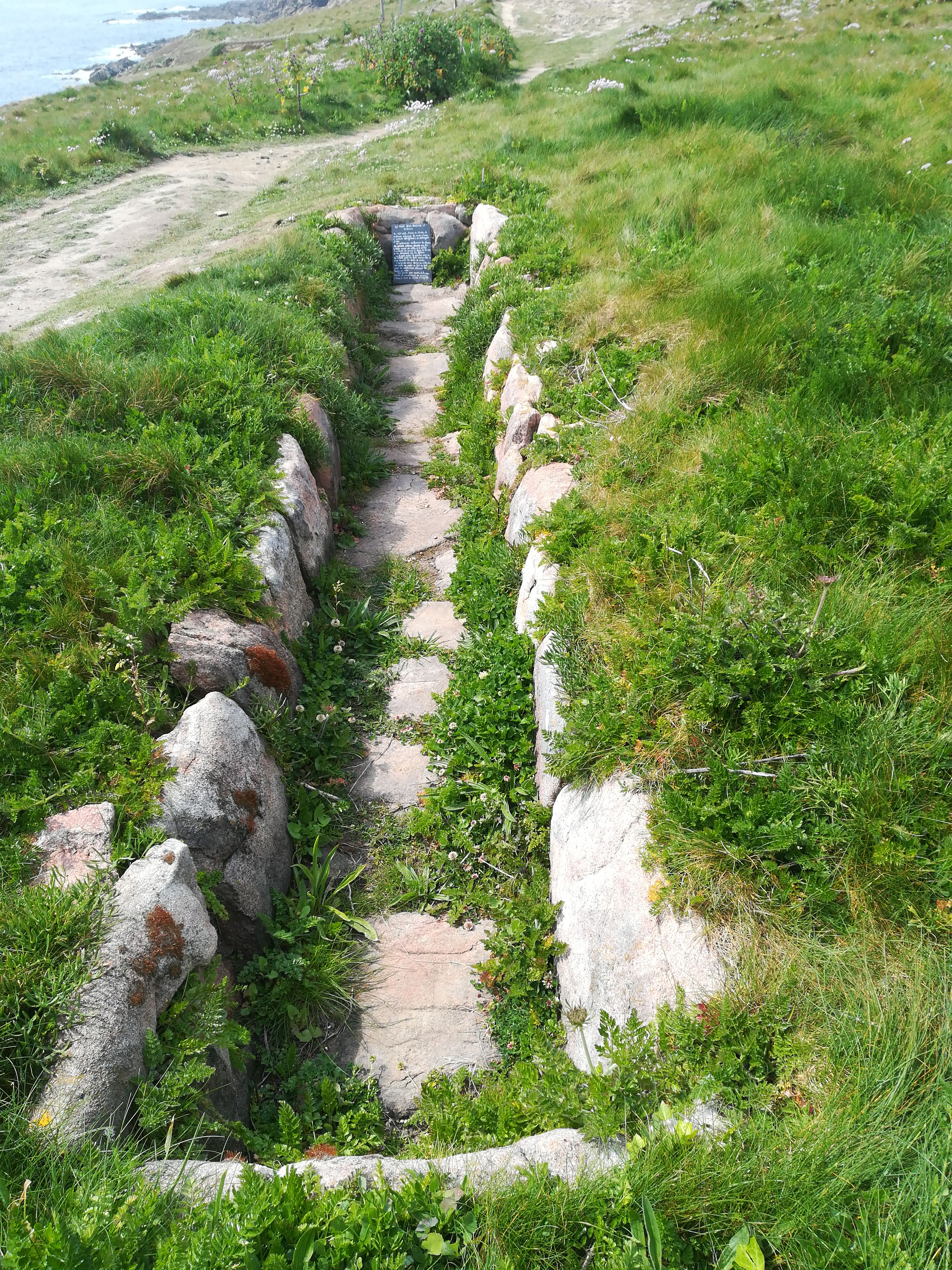
Four à goémon entre l'Anse du Cabestan et Portstarz.

#### L'Entre-deux-guerres
En 1922, la famille Hélias-Gloaguen ouvre une conserverie de petits pois au Loc'h en Primelin ; employant surtout des femmes, elle est agrandie en 1933 afin de traiter également les haricots verts. Reprise par Jean Hélias après la Seconde Guerre mondiale, l'usine ferma en 1956.

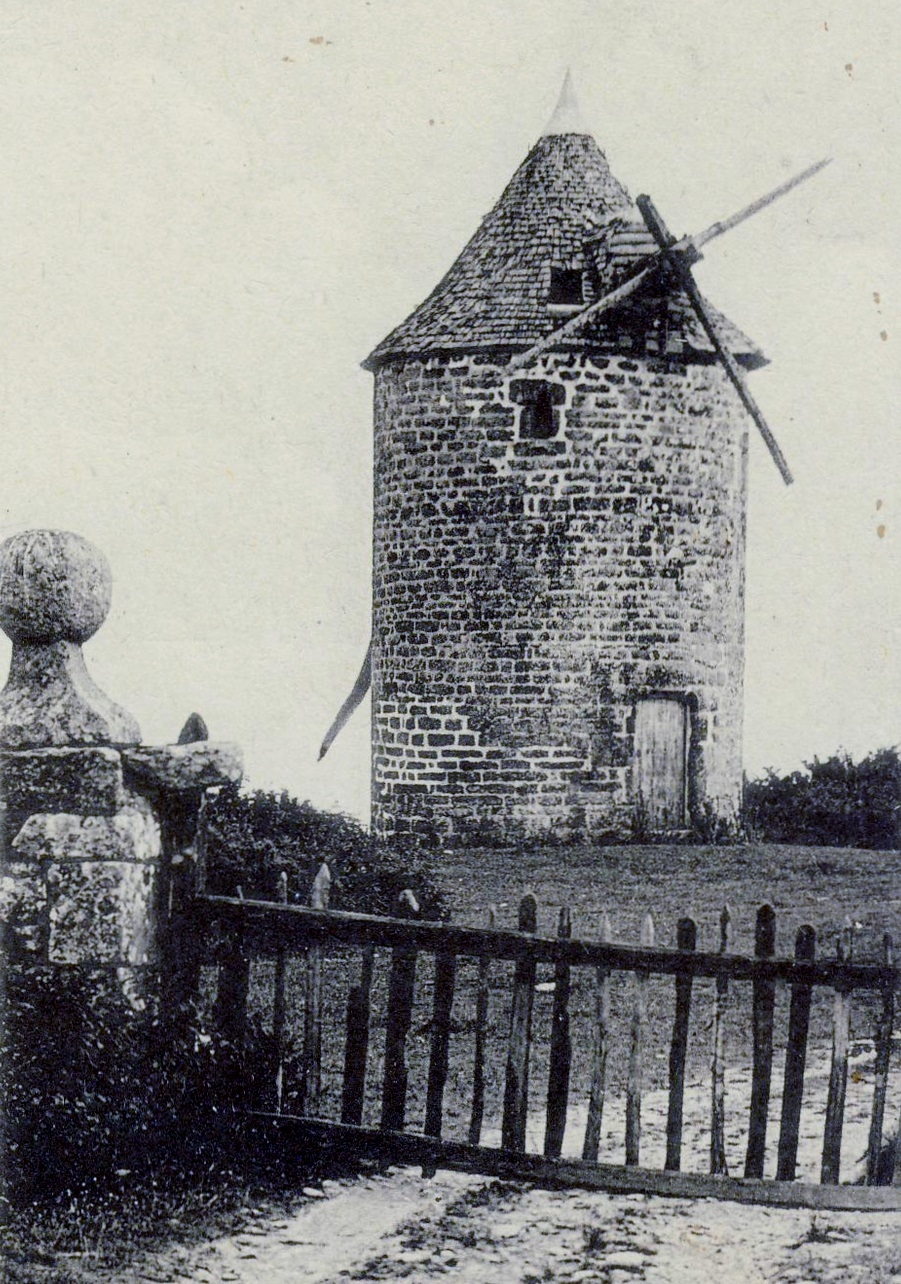
Le moulin du manoir de Lézurec vers 1920 (carte postale).
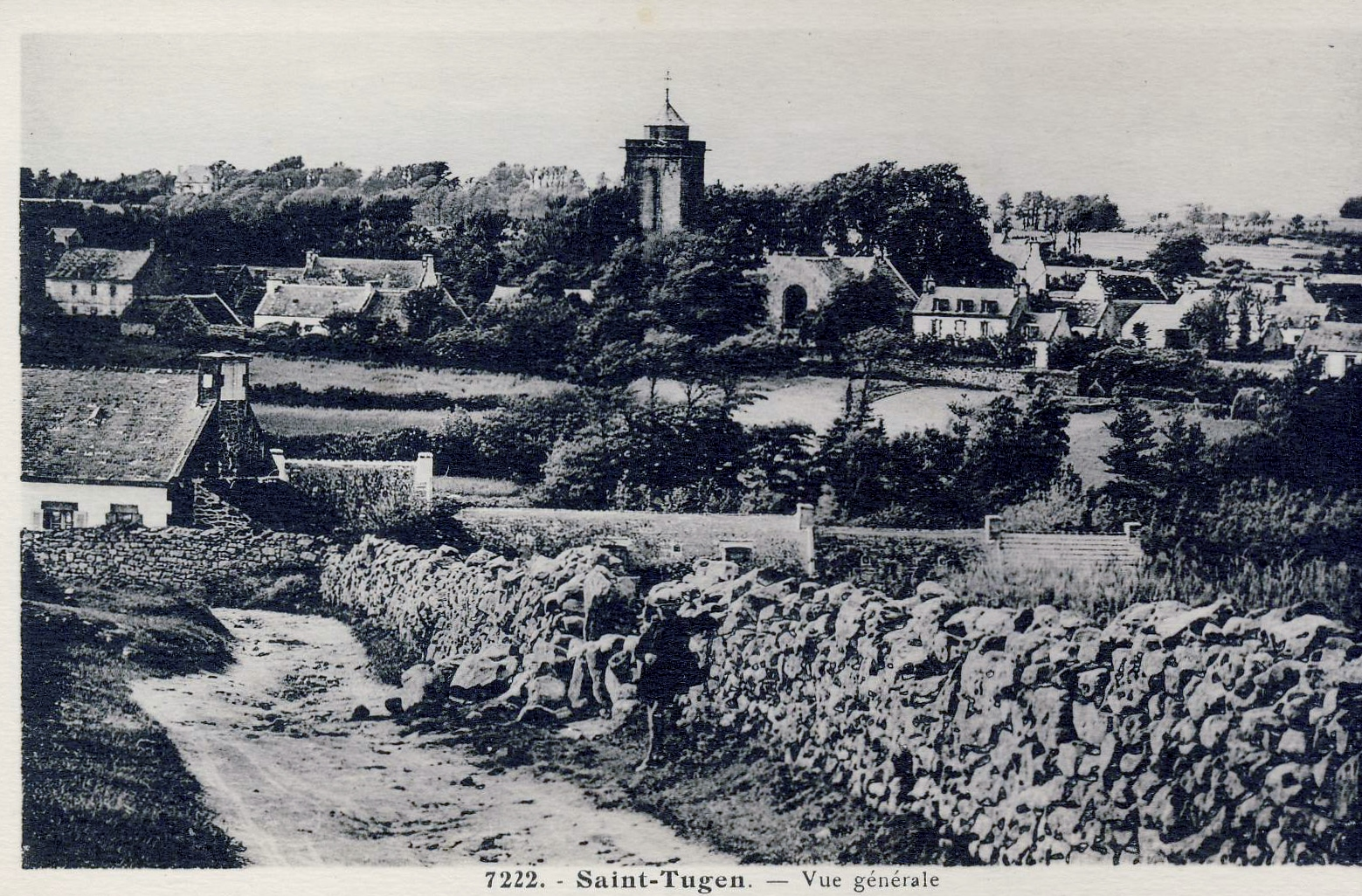
Le village d Saint-Tugen vers 1920 (carte postale)
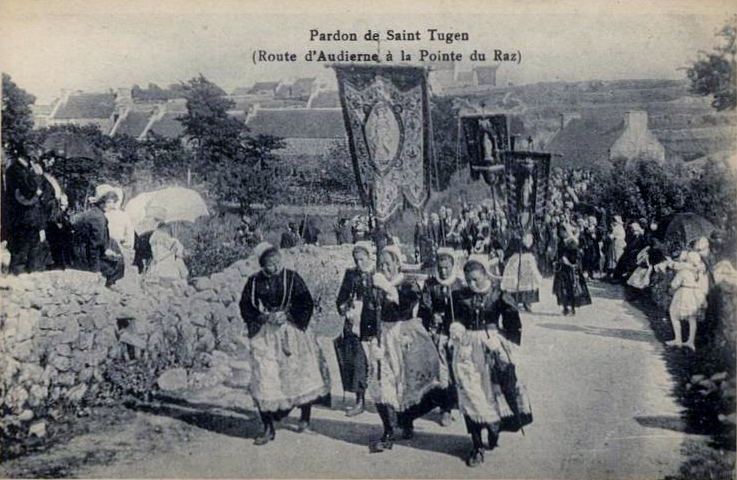
Le pardon de Saint-Tugen vers 1920 (carte postale).
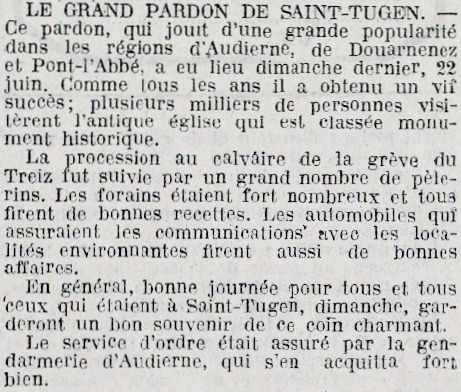
Le Grand pardon de Saint-Tugen décrit en 1924 dans La Dépêche de Brest et de l'Ouest).

En 1923, le conseil général du Finistère renonça à la construction d'un nouveau brise-lames, ce qui était demandé par le conseil municipal, dans la crique de Porz-Teuz car les travaux envisagés auraient été trop coûteux. On se contenta d'exhausser le débarcadère existant et de remplacer le treuil de hissage des embarcations.
La mystérieuse disparition dans la nuit du 24 au 25 mars 1929 d'une pauvre paysanne vivant à Kerloch-Hellia en Primelin, Marie-Anne Fily, alors âgée de 58 ans, probablement assassinée (des traces de sang furent trouvées par les gendarmes) fut à plusieurs reprises évoquée dans la presse locale ; son corps ne fut jamais retrouvé mais un squelette déposé mystérieusement dans le cimetière de la commune en 1937 pourrait être le sien.
Les élections à Primelin étaient souvent agitées (le journal La Dépêche de Brest et de l'Ouest écrit en 1929 : « il se produit […] toujours des histoires lors des élections à Primelin ») et les élections y furent annulées six fois en sept ans en raison des accusations de fraudes ou d'irrégularités ; par exemple en 1925 lors des élections municipales « on envahit la mairie, brise l'urne et brûle les bulletins ; en 1928, au premier tour des élections législatives, une bagarre éclata dans la salle de vote. Il y a des blessés, des poursuites correctionnelles, des condamnations » ;  le résultat des élections municipales de 1929 qui opposèrent au deuxième tour de scrutin la liste socialiste emmenée par le maire sortant socialiste Hélias et la liste radicale dirigée par Jean Jadé, député (la liste démocrate avait été éliminée à l'issue du premier tour de scrutin) fut annulé en raison de suspicions de fraude et il fallut revoter. Les élections municipales de septembre 1932 donnèrent lieu à des incidents  assez violents qui empêchèrent le déroulement normal du scrutin, lequel dut être réorganisé et se tint grêce à un service d'ordre imposant, notamment la présence de 35 gendarmes : la liste SFIO, dirigée par Jean-Yves Hélias fut élue en entier, battant la liste de concentration républicaine dirigée par Jean-Marie Thomas.
On prélevait alors des matériaux le long du littoral : par exemple en 1934 le maire d'Esquibien reçoit l'autorisation d'extraire pendant 16 jours 12 m3 de galets à Lervily et au Loch et un particulier, Daniel Perrot, 2 m3 de graviers à Lervily.
Les naufrages et échouages étaient fréquents à proximité du Loch « en raison des roches nombreuses qui hérissent cette côte rendue plus dangereuse encore par des courants contre lesquels les navigateurs ne peuvent lutter que difficilement lorsque la mer est mauvaise » ; par exemple les naufrages de la Marie-Thérèse, d'Audierne, près du Loch, et de La Surprise, de Paimpol, près de Port-Loubous (en Plogoff) en 1926, de l' Estrid en février 1933, échoué à la pointe de Lervily (en Esquibien), et l'échouage du vapeur norvégien Borgfred dans l'anse du Paradis, à Porz-Tarz le 29 mars 1933, temporairement abandonné dans le brouillard par son équipage avant d'être secouru par des pêcheurs du Loch. Lors de la tempête du 24 février 1933, le canot de pêche Anna fut coulé par une lame à l'entrée du port du Loch, mais les deux marins jetés à la mer purent être secourus.
Le bâtiment de transport pétrolier La Nièvre, de la Marine nationale, s'échoua le 22 mai 1937 sur les rochers de Porstarz, près de Primelin, en baie d'Audierne et fut perdu, mais les 59 hommes d'équipage furent sauvés.

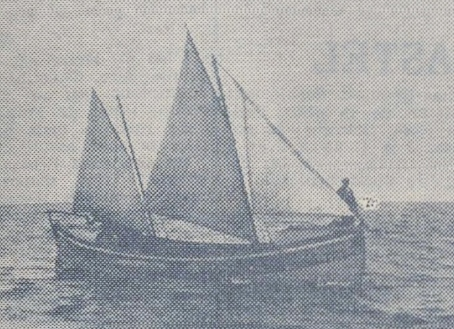
Le canot de sauvetage Paul Lemonnier.

En juillet 1939, une fête de bénédiction de la mer fut l'occasion d'une sortie en mer du canot de sauvetage local, le Capitaine de vaisseau de Kerros. Ce canot à moteur avait succédé en 1936 au Paul Lemonnier, un canot de sauvetage à voiles du type Henry qui équipait le port du Loch depuis 1904 grâce à la générosité de Madame Lemonnier. En 1926, le président de la station de sauvetage du Loch, Daniel Thomas, lequel commanda pendant 28 ans la station de sauvetage du Loch et reçut en 1931 la croix du Mérite maritime) se plaignit de ne pas avoir pu porter secours aux marins de la goélette La Surprise, de Paimpol, qui fit naufrage dans la nuit du 18 au 19 février 1926 en se brisant sur des rochers de Plogoff, mais à proximité du Loch, faute d'avoir été prévenu car la station de sauvetage ne disposait pas encore alors du téléphone.
Lors de sa session du 30 novembre 1936, le conseil général du Finistère « considérant l'insécurité du port du Loch, en Primelin, insécurité résultant de l'insuffisance du mouillage créé à l'abri de la digue actuelle, considérant l'importance du port du Loch et ses possibilités de développement, considérant la nécessité d'apporter une protection suffisante aux nombreuses embarcations dont le Loch est le port d'attache, émet le vœu que la digue soit prolongée d'une longueur à déterminer par les services techniques, en accord avec les usagers du port ».
Le 21 mai 1939, le nouveau cimetière de Primelin et sa croix centrale, en kersanton (croix et Christ ont été taillés dans le même bloc), œuvre des frères Beggi de Quimper sont bénis en présence d'une foule nombreuse.
Le monument aux morts de Primelin, édifié par les frères Pélerin de Primelin, près de la place du bourg, fut inauguré en juillet 1939. Il a été remplacé depuis par un monument aux morts pacifiste.

#### La Seconde Guerre mondiale
L'ancien monument aux morts de Primelin portait les noms de 20 personnes mortes pour la France pendant la Seconde Guerre mondiale ; au moins 12 d'entre elles sont des marins disparus en mer. Jean Pierre Douarinou est mort en déportation le 1er avril 1945 à Flensbourg (Allemagne) ; il avait alors un peu plus de 18 ans.

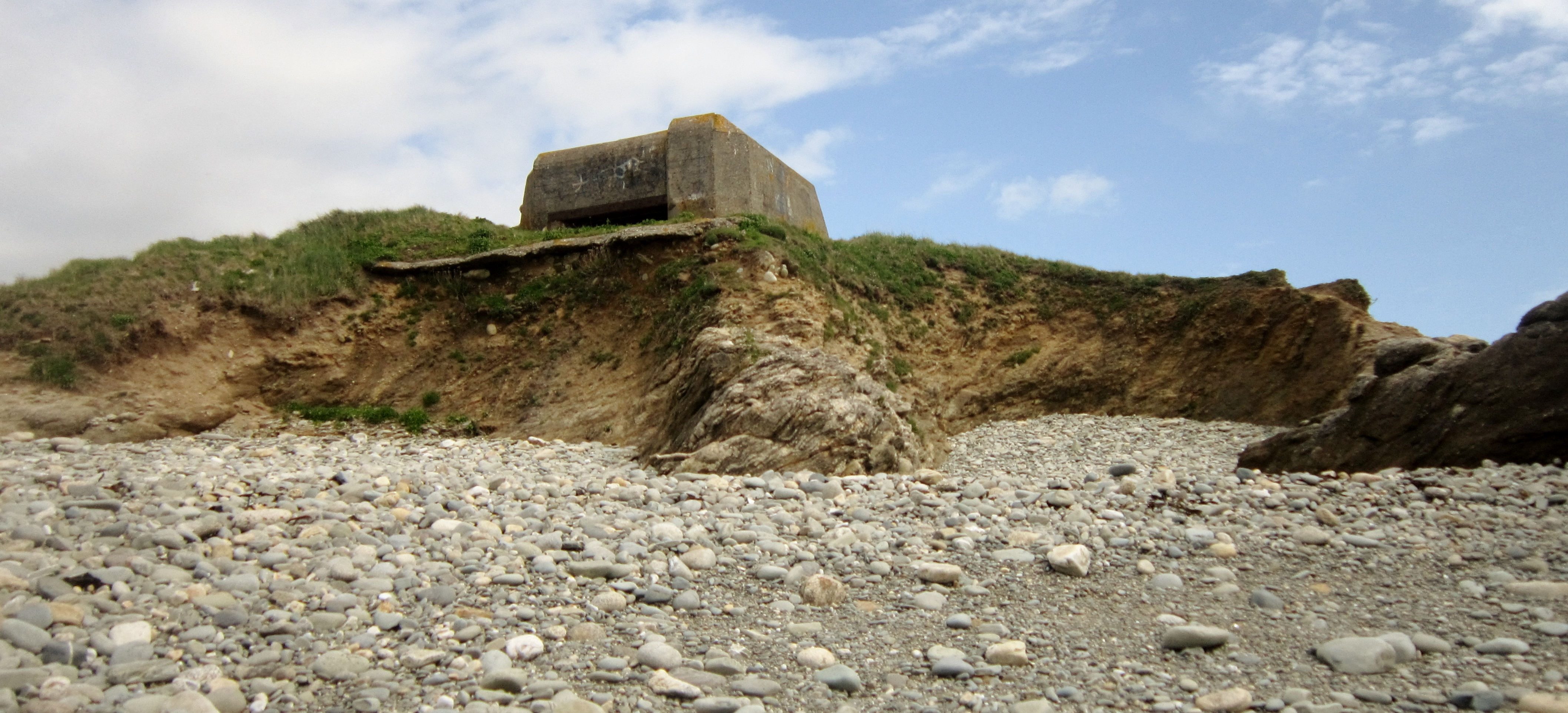
Blockhaus allemand au sud du port du Loc'h.

Le canot de sauvetage du Loch (le De Kerros) dut intervenir quatre fois entre le 26 avril et le 25 mai 1941, une première fois le 26 avril pour secourir 30 soldats allemands, une seconde fois pour sauver dans une mer démontée deux marins-pêcheurs, une troisième fois le 30 avril pour secourir et sauver le bateau de pêche Geneviève, d'Audierne, et enfin le 25 mai pour secourir le canot à moteur Yo-Yo, de Douarnenez. Mais le patron Cessou, qui commande le De Kerros, déplore que le canot de sauvetage ne puisse sortir à marée basse : « quel malheur de voir des naufragés en perdition et de demeurer impuissant ».
Le Journal officiel de l'État français annonce qu'un décret en date du 22 mars 1942 révoque de ses fonctions de maire M. Hélias qui « ne présente pas les garanties morales nécessaires à l'exercice de ses fonctions ».
Un groupe de résistance, dirigé par Henri Poulhazan, alias Messala, membre du réseau Vengeance fut actif à Primelin en 1944. Parmi ses membres se trouvaient Alain Brénéol, originaire de la région de Lesneven, réfractaire du STO, qui vint se réfugier à Primelin et, membre de la compagnie FFI « Cambronne », qui prit part notamment aux combats pour la libération d'Audierne en août 1944.

#### L'après Seconde Guerre mondiale
En 1949, la station de sauvetage du Loc'h est supprimée et le bateau de sauvetage De Kerros est affecté au port d'Audierne.
Le 28 mars 1962, le Tante Maria, de Saint-Guénolé, s'éventra sur une roche devant Primelin ; le naufrage fit cinq morts parmi les sept hommes de l'équipage.
Six soldats originaires de Primelin (Jean Berriet, Marc Danzé, Henri Guillou, Émile Louarn, Barthélémy Masson, Raymond Péron) sont morts pendant la guerre d'Indochine et deux (Jean Chapalain, Simon Hélias) pendant la guerre d'Algérie.
Le nouveau monument aux morts de Primelin dû aux deux sculpteurs Véronique Millour et Philippe Meffroy, inauguré le 11 novembre 1994 est d'inspiration pacifiste. Il représente un enfant qui repousse et ébranle une pile de quatre blocs symbolisant les guerres du passé ; un cinquième bloc vierge, à terre, invite à ne pas reconstruire le mur et à ne jamais y poser le dernier bloc Il est devenu chaque année le lieu départemental de rassemblement de l'association pacifiste et internationaliste La Libre Pensée.

### LeXXIesiècle
En 2021, la commune de Primelin a été victime d'une escroquerie de 28 000 euros en devant payer deux fois l'achat de chalet pour le camping municipal, le premier paiement ayant été effectué avec un faux RIB envoyé par un escroc.

## Politique et administration

### Liste des maires
| Période                                  | Période  | Identité                 | Étiquette   | Qualité |
| ---------------------------------------- | -------- | ------------------------ | ----------- | --- |
| Les données manquantes sont à compléter. |          |                          |             | |
| 1791                                     | 1791     | Pierre Herviant          |             | Recteur de Primelin. |
|                                          |          |                          |             | |
| 1803                                     | 1814     | Simon Dagorn             |             | Cultivateur. |
| 1815                                     |          | Jean Poulhazan           |             | Cultivateur. |
|                                          | 1818     | Poullaouen               |             | |
| 1818                                     |          | Yves Riou                |             | |
| 1832                                     | 1836     | Simon Dagorn             |             | Déjà maire entre 1803 et 1814. |
|                                          |          |                          |             | |
| 1844                                     | 1848     | Riou                     |             | |
| 1850                                     | 1865     | Yves Dagorn              |             | Cultivateur. Fils de Simon Dagorn, maire avant 1836. |
| 1866                                     | 1869     | Jean-Guillaume Poulhazan |             | Cultivateur. il fut aussi maire de Ploaré entre 1888 et 1892. |
| 1870                                     | 1871     | Jean Michel Priol        |             | Cultivateur. |
| 1872                                     | 1873     | Jean-Marie Velly         |             | Cultivateur. |
| 1874                                     | 1897     | Simon Dagorn             | Républicain | Propriétaire. Cultivateur. Décédé en cours de mandat. |
| 1897                                     | 1900     | Jean-Pierre Laouénan     |             | Précédemment adjoint au maire. |
| 1900                                     | 1903     | Yves Dagorn              |             | Chevalier du Mérite agricole en 1903. |
| 1903                                     | 1925     | Yves Danzé               | Républicain | Commerçant. Chevalier du Mérite agricole en 1922. |
| 1925                                     | 1942     | Jean-Yves Hélias         | SFIO        | Commerçant, Cultivateur, Fabricant de conserves. Sa réélection en 1931 fut annulée, mais il fut réélu à nouveau ; sa liste SFIO fut encore entièrement réélue en 1935. Révoqué par le régime de Vichy le 22 mars 1942. |
| 1942                                     | 1944     | Henri Gouzien            |             | |
| 1944                                     | 1963     | Yves Urcun               |             | |
| 1963                                     | 1983     | Pierre Guével            | PS          | |
| 1983                                     | 1989     | Jean Jaffry              |             | Habitait Le Loc'h. |
| 1989                                     | 1995     | Henri Simon              |             | Cadre dans la métallurgie. Décédé en avril 2021 âgé de 90 ans. |
| 1995                                     | 2001     | Jean Le Borgne           |             | Retraité Marine nationale. Décédé en 2012 âgé de 83 ans. |
| 2001                                     | En cours | Alain Donnart            | DVG         | Retraité Fonction publique |

### Jumelages
Primelin est jumelée à Mabe (Cornouaille anglaise) depuis 1992

## Population et société

### Démographie
L'évolution du nombre d'habitants est connue à travers les recensements de la population effectués dans la commune depuis 1793. Pour les communes de moins de 10 000 habitants, une enquête de recensement portant sur toute la population est réalisée tous les cinq ans, les populations de référence des années intermédiaires étant quant à elles estimées par interpolation ou extrapolation. Pour la commune, le premier recensement exhaustif entrant dans le cadre du nouveau dispositif a été réalisé en 2004.
En 2022, la commune comptait 641 habitants, en évolution de −11,46 % par rapport à 2016 (Finistère : +2,16 %, France hors Mayotte : +2,11 %).
| 1793 | 1800 | 1806 | 1821  | 1831  | 1836  | 1841  | 1846  | 1851  |
| ---- | ---- | ---- | ----- | ----- | ----- | ----- | ----- | ----- |
| 815  | 795  | 841  | 1 059 | 1 122 | 1 169 | 1 206 | 1 307 | 1 278 |

| 1856  | 1861  | 1866  | 1872  | 1876  | 1881  | 1886  | 1891  | 1896  |
| ----- | ----- | ----- | ----- | ----- | ----- | ----- | ----- | ----- |
| 1 344 | 1 402 | 1 469 | 1 363 | 1 474 | 1 403 | 1 424 | 1 500 | 1 526 |

| 1901  | 1906  | 1911  | 1921  | 1926  | 1931  | 1936  | 1946  | 1954  |
| ----- | ----- | ----- | ----- | ----- | ----- | ----- | ----- | ----- |
| 1 608 | 1 634 | 1 642 | 1 546 | 1 521 | 1 544 | 1 580 | 1 370 | 1 354 |

| 1962  | 1968  | 1975  | 1982  | 1990 | 1999 | 2004 | 2006 | 2009 |
| ----- | ----- | ----- | ----- | ---- | ---- | ---- | ---- | ---- |
| 1 264 | 1 177 | 1 085 | 1 023 | 931  | 787  | 750  | 744  | 742  |

| 2014 | 2019 | 2022 | - | - | - | - | - | - |
| ---- | ---- | ---- | - | - | - | - | - | - |
| 718  | 657  | 641  | - | - | - | - | - | - |

### Manifestations culturelles et festivités
Tous les ans, pendant trois jours à l'Ascension, Primelin héberge l'un des huit sites du Mondial Pupilles de Football.

## Culture locale et patrimoine

### Lieux et monuments
- L'éperon barré de la pointe du Kastel, castel datant de l'âge du fer[116].
- L'église paroissiale Saint-Primel, au bourg de Primelin. L'édifice actuel date du XVIIIe siècle (entre 1773 et 1776), avec utilisation de nombreuses pierres de l'édifice précédent construit au XVIe siècle (certaines parties témoignent d'une construction plus ancienne comme les piles de la nef, qui seraient du XVe siècle et le porche sud du XVIe siècle, celui-ci portant sur sa façade extérieure un bateau de pêche sculpté)[117]. Le clocher, daté de 1776, est de type baroque, amorti par un dôme à lanternon. Une tourelle octogonale donne accès à la galerie à balustrade classique. Le porche latéral sud, comme celui de la chapelle de Saint-Tugen, a son tympan ajouré. Le pardon de saint Primel est célébré le premier dimanche du mois d'août. Un menhir brisé en deux, qui était intégré dans le mur de l'enclos paroissial, à l'intérieur duquel se trouvait l'ancien cimetière, a été restauré et se trouve désormais à proximité[118].

L'église paroissiale Saint-Primel
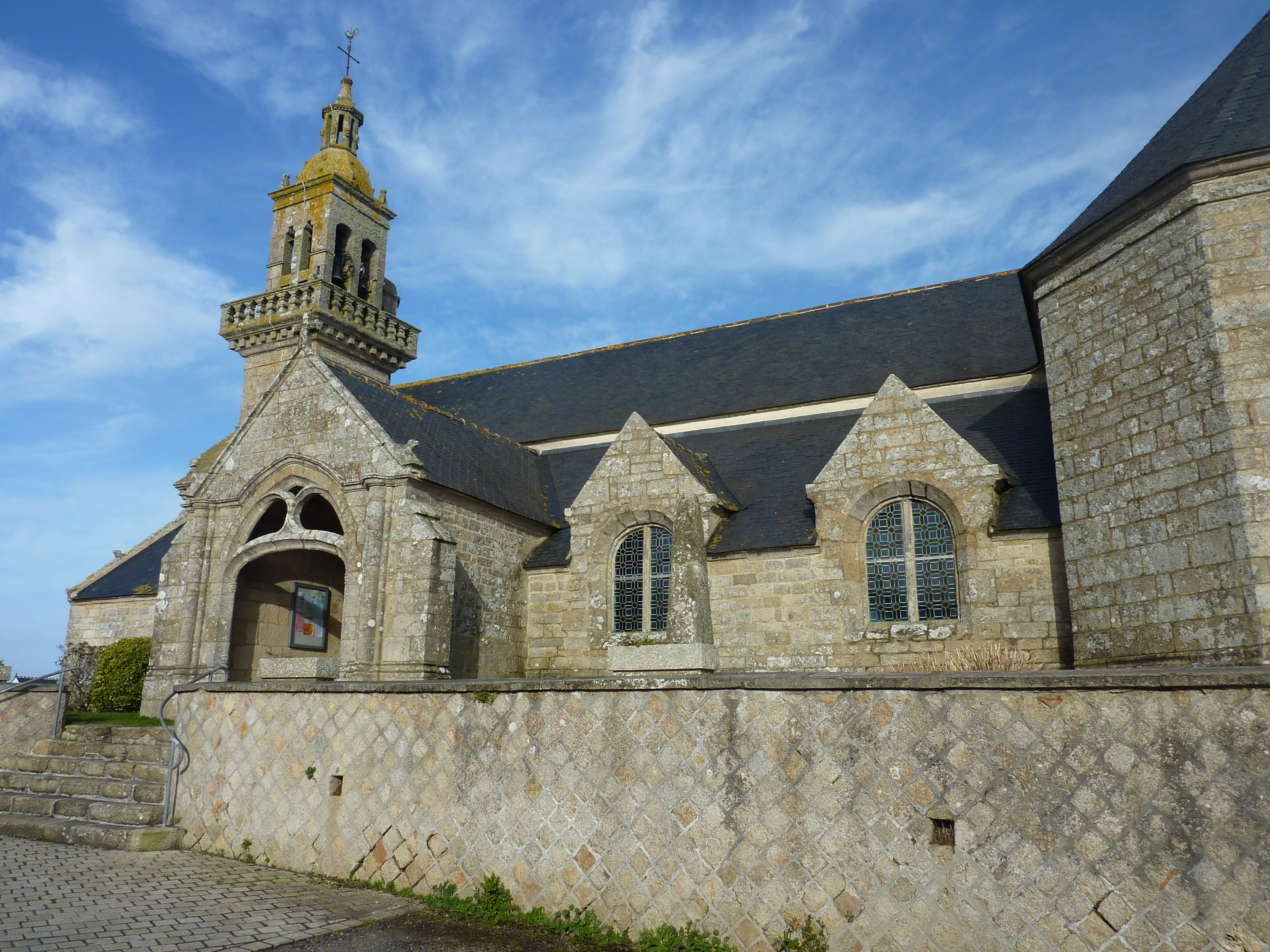
Vue extérieure d'ensemble.
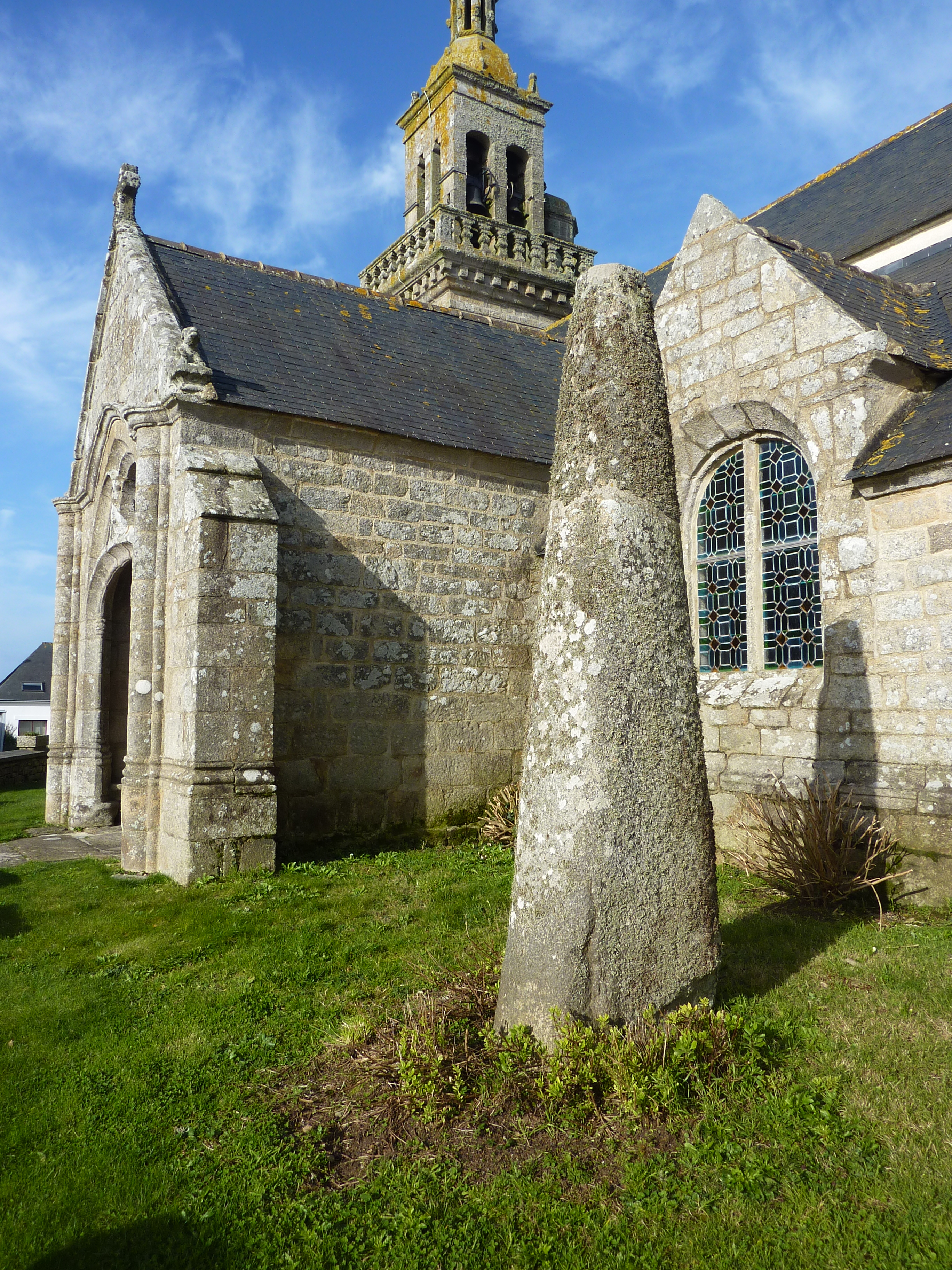
Le menhir dans l'enclos paroissial de l'église.

- La chapelle Saint-Tugen, au lieu-dit Saint-Tugen a été construite entre 1535 et 1582 sur le site d'une ancienne chapelle tréviale mentionnée en 1118, à l'initiative du seigneur de Lézurec, René du Menez. Devant l'affluence des pèlerins, elle a été agrandi plusieurs fois entre 1610 et 1750. Une fontaine à dévotion se trouve à proximité[119] : elle était invoquée contre la rage (il fallait faire trois fois le tour de la chapelle, puis trois fois le tour de la fontaine avant de regarder au fond de l'édicule : si l'on voyait son visage, on guérissait ; si on voyait un chien, la rage menaçait[120]).
- La chapelle Saint-Théodore, au lieu-dit du même nom est dédiée à saint Théodore, un légionnaire romain martyrisé au IVe siècle. C'est un édifice de plan rectangulaire avec chevet à pans coupés et clocheton à dôme, datant de 1672, restauré à la fin du XIXe siècle par les soins de Jacques-Théodore Lamarche, évêque de Quimper et Léon. Le pardon a lieu le troisième dimanche de septembre. À proximité de la chapelle se trouve une croix en granit du XIXe siècle.
- La chapelle Saint-Chrysanthe, dans la vallée nord-est du hameau de Kerscoulet. Ce petit édifice de plan rectangulaire, avec chevet arrondi et clocheton à dôme, reconstruit  en 1856, comporte une fontaine à dévotion près de son l'entrée (ce saint était invoqué par la guérison des rhumatismes[120]). Le pardon est célébré le dimanche précédant la fête de l'Ascension[121].

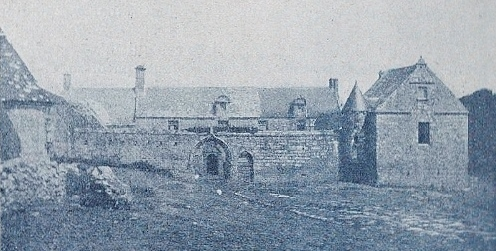
Austin de Croze : Le manoir de Lezurec en 1900 (« abandonné aux pourceaux » précise la légende)

- Le manoir de Lézurec, entre les lieux-dits Loval et Croix-Denis. Une chapelle dans ce manoir est dédiée à sainte Marguerite et désaffectée depuis longtemps. Il s'agit d'un édifice de plan rectangulaire, avec chevet arrondi et clocheton à dôme. Construit par Alain du Ménez, il porte la date 1626 au-dessous de la niche extérieure qui abrite la statue en pierre de la sainte[réf. souhaitée]. Vers 1900, alors qu'il était la propriété du marquis Bizien du Lézard[Note 27],celui-ci « le laisse tomber en ruines après l'avoir loué, chapelle comprise et transformée en grange, à des fermiers tout heureux et bien étonnés de la curiosité des touristes pour l'antique demeure »[122]. Plusieurs photographies de son colombier, datant de 1952, sont disponibles sur un site Internet, dont une étant une vue extérieure d'ensemble[123] et une autre une vue des boulins à l'intérieur du colombier[124], et plusieurs autres. Louis Le Guennec a publié en 1929 une description et relaté l'histoire du manoir de Lézurec dans le journal La Dépêche de Brest et de l'Ouest[125]. Le manoir a été classé monument historique en 1932.
- Le monument aux morts de Primelin est un des rares monuments aux morts d'inspiration pacifiste du Finistère. Œuvre de Véronique Millour et Philippe Meffroy, il représente un enfant qui repousse et ébranle une pile de quatre blocs symbolisant les guerres du passé ; un cinquième bloc vierge, à terre, invite à ne pas reconstruire le mur et à ne jamais y poser le dernier bloc. Il fut inauguré le 11 novembre 1994.

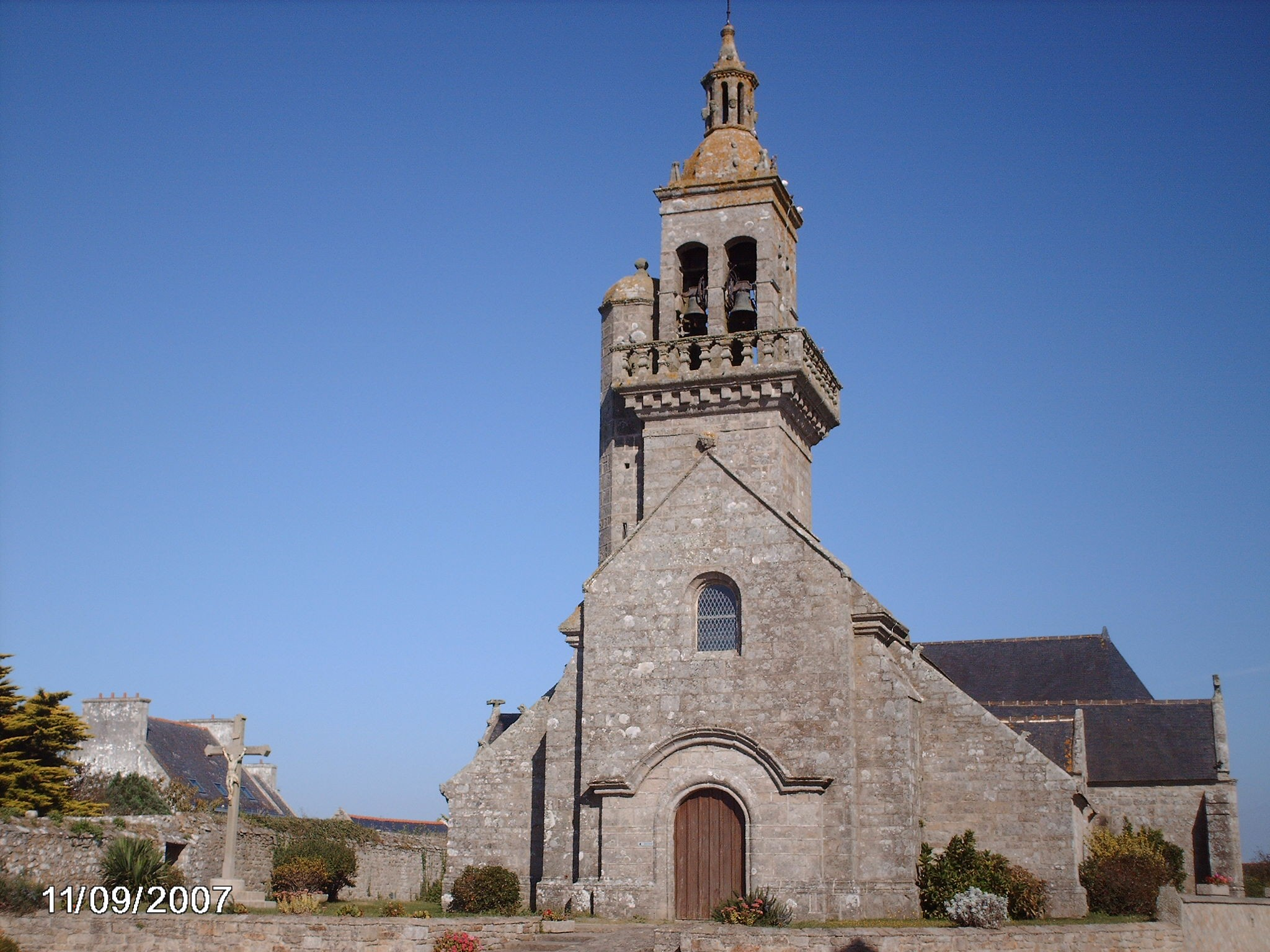
L'église paroissiale de Primelin.
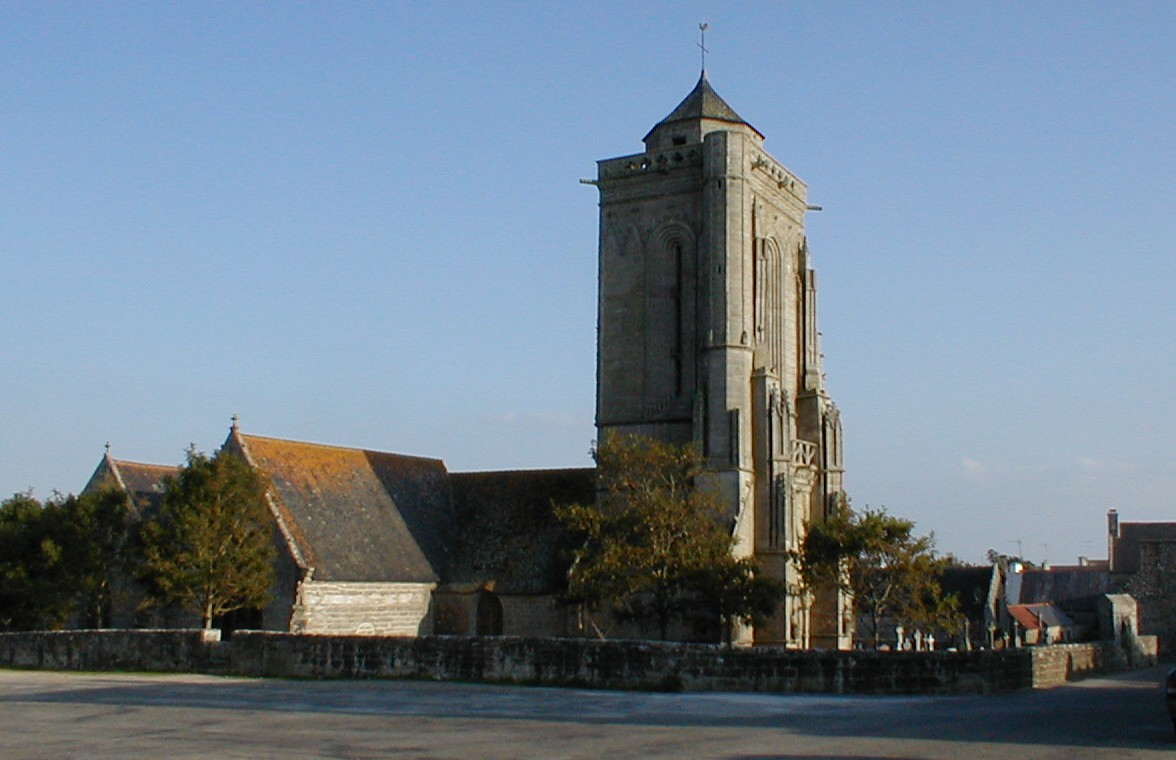
La chapelle Saint-Tugen.
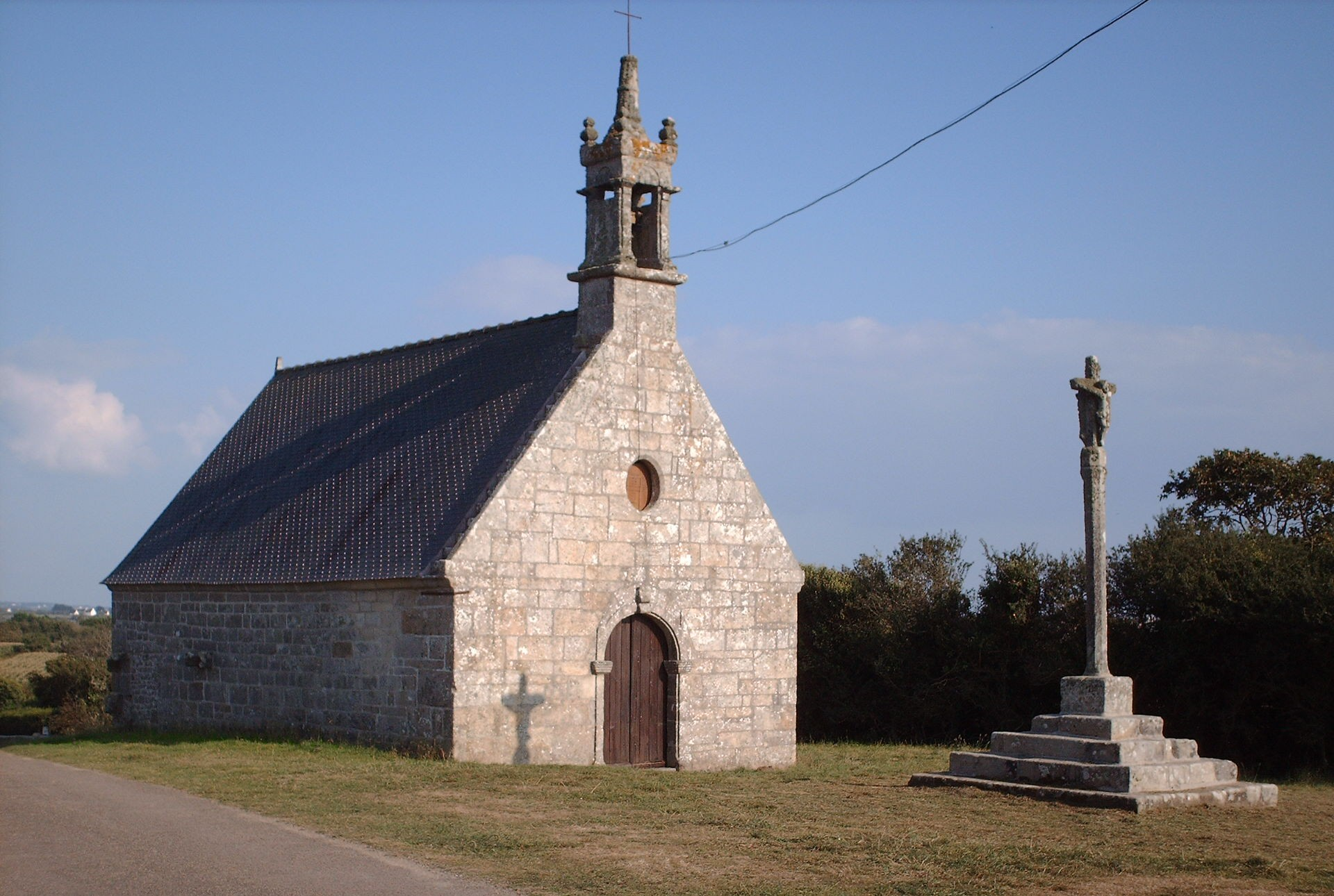
La chapelle Saint-Théodore.
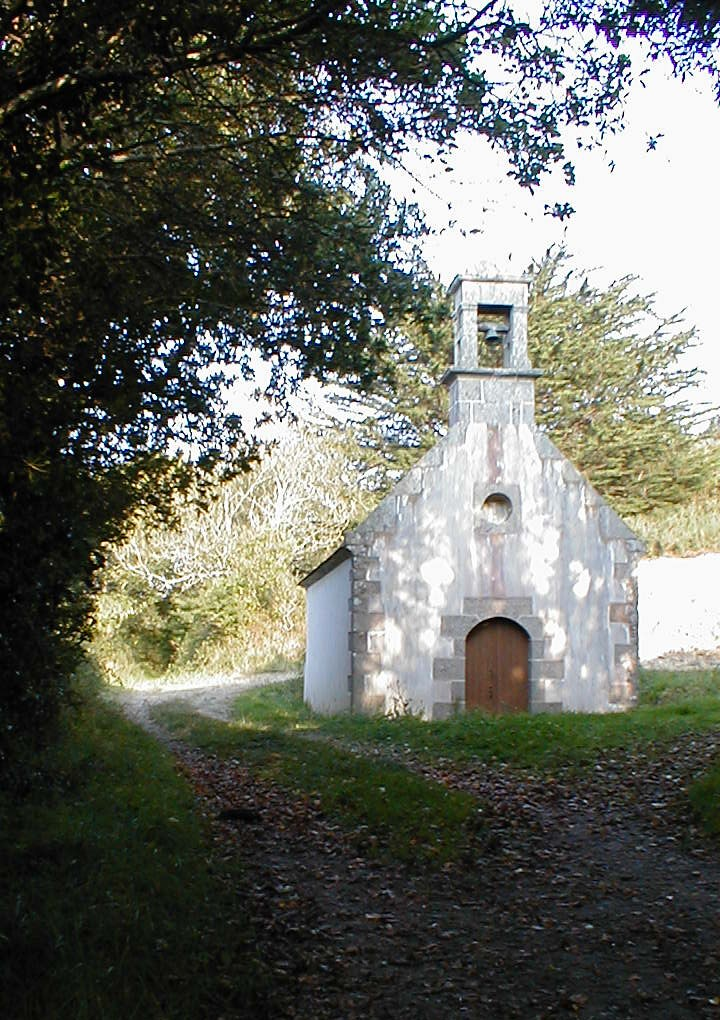
La chapelle Saint-Chrysante.
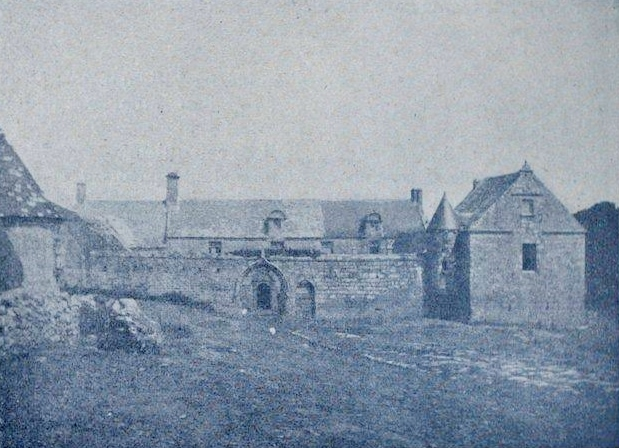
Le manoir de Lézurec vers 1900, alors abandonné aux pourceaux.

- Vingt-deux fontaines (par exemple la fontaine Saint-Primel[126], près de Pors Tarz et la fontaine de Kerhas Bis[127]) et vingt-sept lavoirs sont officiellement recensés à Primelin, mais de nombreux autres ont été signalés[128].
- Onze croix de chemin sont recensées à Primelin[129] dont, par exemple, la croix de chemin de Kerlazen[130].
- Deux moulins existent encore à Primelin : le moulin de Kerhas[131] et le moulin de Kerforn[132].
- Des maisons anciennes, notamment la Maison de prêtre[133] à Saint-Tugen, qui date du XVIe siècle, une autre maison située également dans le village de Saint-Tugen[134], la Maison de Kerouil[135] ou encore une maison située dans le bourg de Primelin[136].

### Légendes et croyances populaires
Hyacinthe Le Carguet décrit la croyance traditionnelle des habitants du Cap-Sizun, notamment à Primelin dans les drouk-avvis (les « jeteurs de sort »), encore vivace à la fin du XIXe siècle.
Anatole Le Braz rapporte la légende concernant l'oratoire de Saint-Théodore : un saint thaumathurge de l'Émigration bretonne en Armorique aurait eu là sa maison dans laquelle il pratiquait la mortification ; il y aurait vécu « de longues années, étendu sur le dos, immobile, les mains jointes sur sa poitrine, ne mangeant ni ne buvant rien, ne parlant jamais. Il semblait de granite, comme sa dure couchette ; des mousses, des lichens avaient poussé sur ses vêtements. Seuls les yeux roulaient au fond des orbites, brillaient d'un éclat surnaturel. On s'aperçut un jour qu'ils étaient fermés, et on en conclut que le saint était mort. On transporta son cadavre rigide à l'église de Primelin où il fut enterré dans le chœur. Mais sa vertu est restée attachée à son ancien gîte ; les malades s'y viennent étendre, dans la posture qui y était chère, pour être guéris de la mauvaise fièvre par ce contact sacré ».
Paul Sébillot raconte la légende suivante à propos de Saint-Tugen :

« Suivant la croyance du Cap Sizun, les chiens enragés sont obligés avant de mourir de venir rendre compte de leur conduite à saint Tugen de Primelin. Celui qui a été mordu doit tâcher de devancer le chien et pour cela il court à la chapelle, fait trois fois le tour de la fontaine et regarde au fond de l'eau : si celle-ci reflète sa figure, il peut se rassurer, le saint a entendu sa prière et il l'a exaucée ; si l'eau reproduit l'image du chien, c'est que l'animal a déjà passé et a caché à saint Tugen ce qu'il a fait ; le saint n'a plus de pouvoir et le patient tombe de rage à l'instant. »

Henri Gaidoz indique que la statue de saint Tugen qui se trouve dans la chapelle éponyme représente saint Tugen tenant une clef à la main et qu'une clef de fer, terminée en pointe, y est conservée ; il précise que le jour du pardon de Saint-Tugen, on pique une énorme quantité de pains avec la clef de saint Tugen, lesquels ne peuvent moisir et qu'un seul morceau de ce pain, jeté à un chien enragé, le met en fuite… « Les habitants de Primelin sont désignés sous le nom de « paotred en c'halouez » (« les garçons de la clef ») parc qu'en mémoire de saint Tujean [Tugen], ils portent une petite croix brodée sur leurs habits » précise-t-il.

### Personnalités liées à la commune
- Henri Royer, né en 1870 à Primelin et mort en 1938 à Neuilly-sur-Seine , peintre et professeur à l'École nationale supérieure des beaux-arts, membre du Conseil supérieur de l'enseignement des beaux-arts, ancien vice-président de la Société des artistes français, officier de la Légion d'honneur depuis 1931, a séjourné à Saint-Tugen[142]. Le tableau Ex-voto[réf. nécessaire] représente une scène dans la chapelle de Saint-Tugen.